# Románico navarro

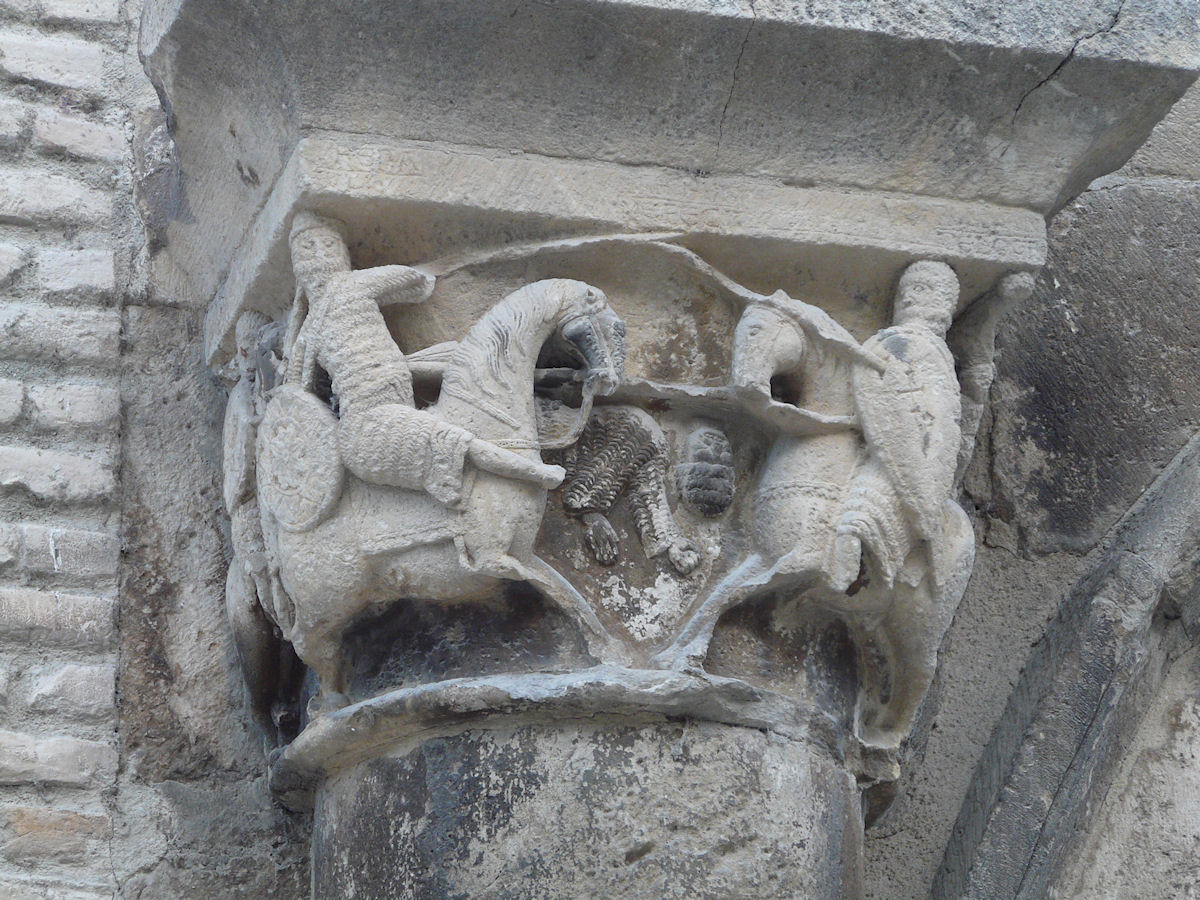
Capitel del Palacio de los Reyes de Navarra (Estella).

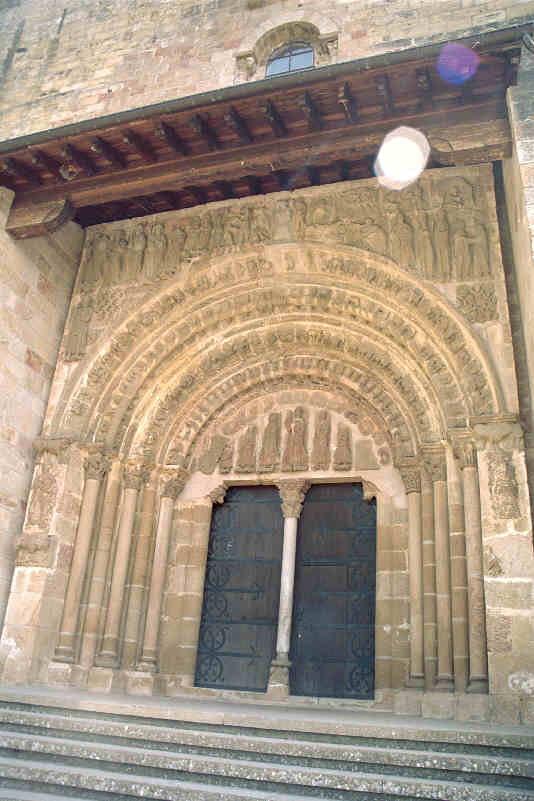
Porta Speciosa de la iglesia del Monasterio de Leyre.

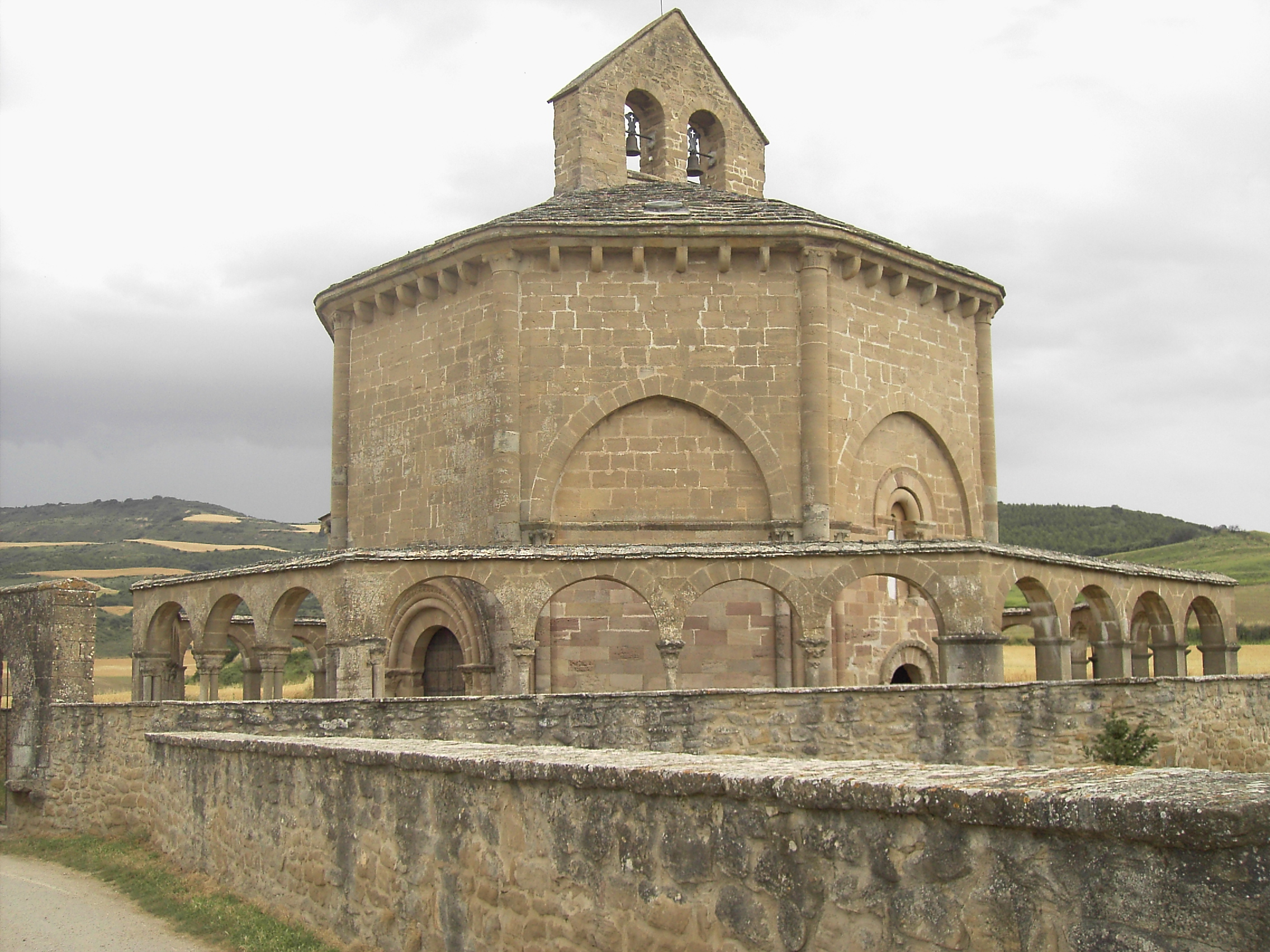
Iglesia de Santa María de Eunate.

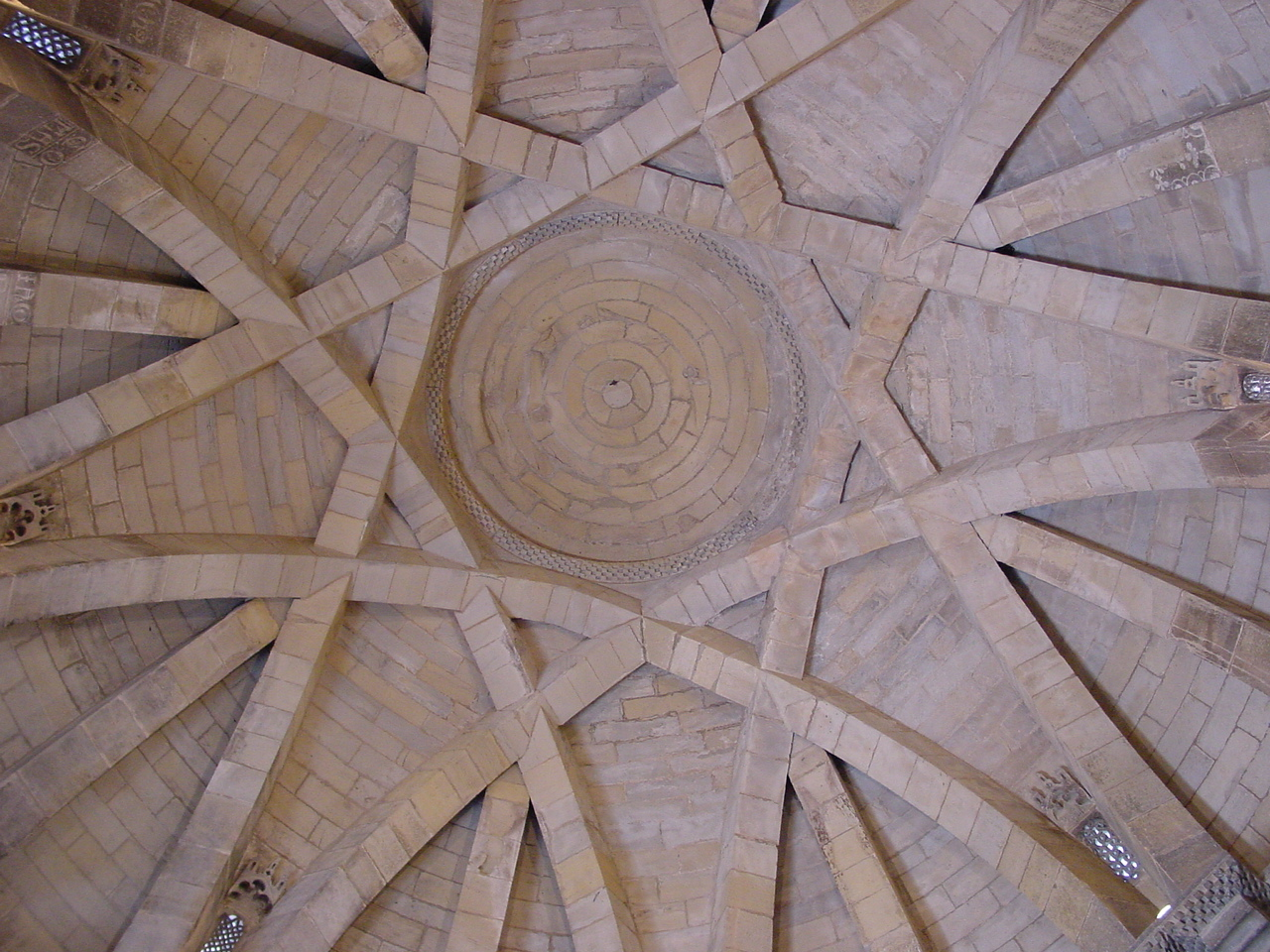
Bóveda de la iglesia del Santo Sepulcro (Torres del Río).

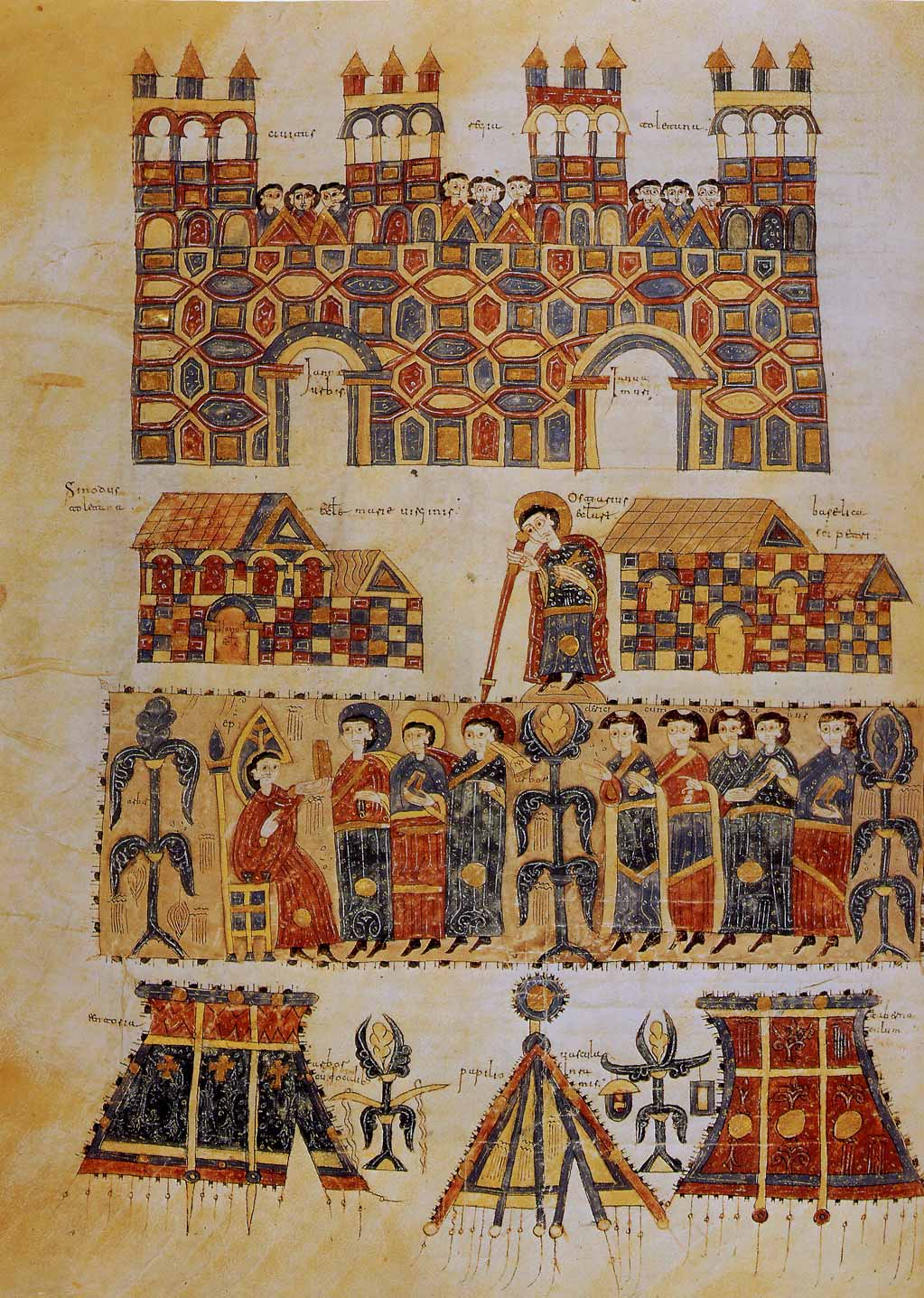
Ilustración del Códice de los Concilios, prerrománico o mozárabe (escritorio de San Millán, 976-992). Además de una colección de concilios españoles y generales, incluye el Fuero Juzgo una historia del Reino de Pamplona.

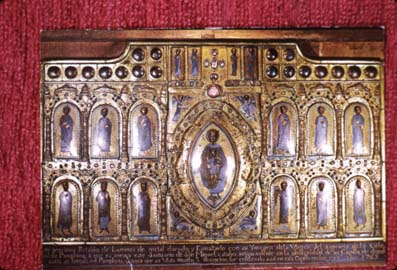
Retablo o frente de altar de San Miguel de Aralar, en esmalte.

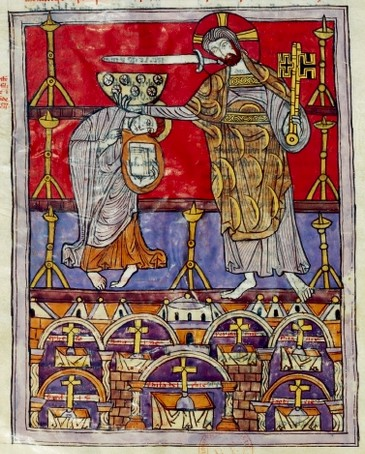
Ilustración del llamado Beato de Navarra (siglo XII), que aparece registrado en la biblioteca de la catedral de Pamplona en 1665. Actualmente se conserva en la Bibliothèque nationale de France.

El románico navarro es una subdivisión espacial del arte románico que se centra en el reino de Navarra, que además de la actual Comunidad Foral de Navarra incluyó en la época (siglos XI y XII) zonas limítrofes occidentales disputadas con el reino de Castilla, en las actuales comunidades autónomas de La Rioja y País Vasco; además de la actual Navarra francesa (que formó parte del reino hasta el siglo XVI). La delimitación de la frontera oriental con el reino de Aragón, se produce en este mismo periodo de desarrollo del Románico. El Románico aragonés compartió con el navarro, además del contexto histórico, el geográfico (valles entre el Pirineo y el Ebro), las influencias culturales y las formas artísticas.
Evolucionando a partir del prerrománico local, con gran influencia del arte mozárabe y del arte andalusí (arcos de herradura y lobulados), la presencia en la zona del Camino de Santiago determinó, como en todos los reinos cristianos del norte peninsular, la llegada de influencias europeas y el seguimiento de los modelos románicos franceses (iglesias de peregrinación, monasterios cluniacenses y cistercienses).
El estilo artístico local que siguió al Románico navarro fue el Gótico navarro.

## Actual Navarra

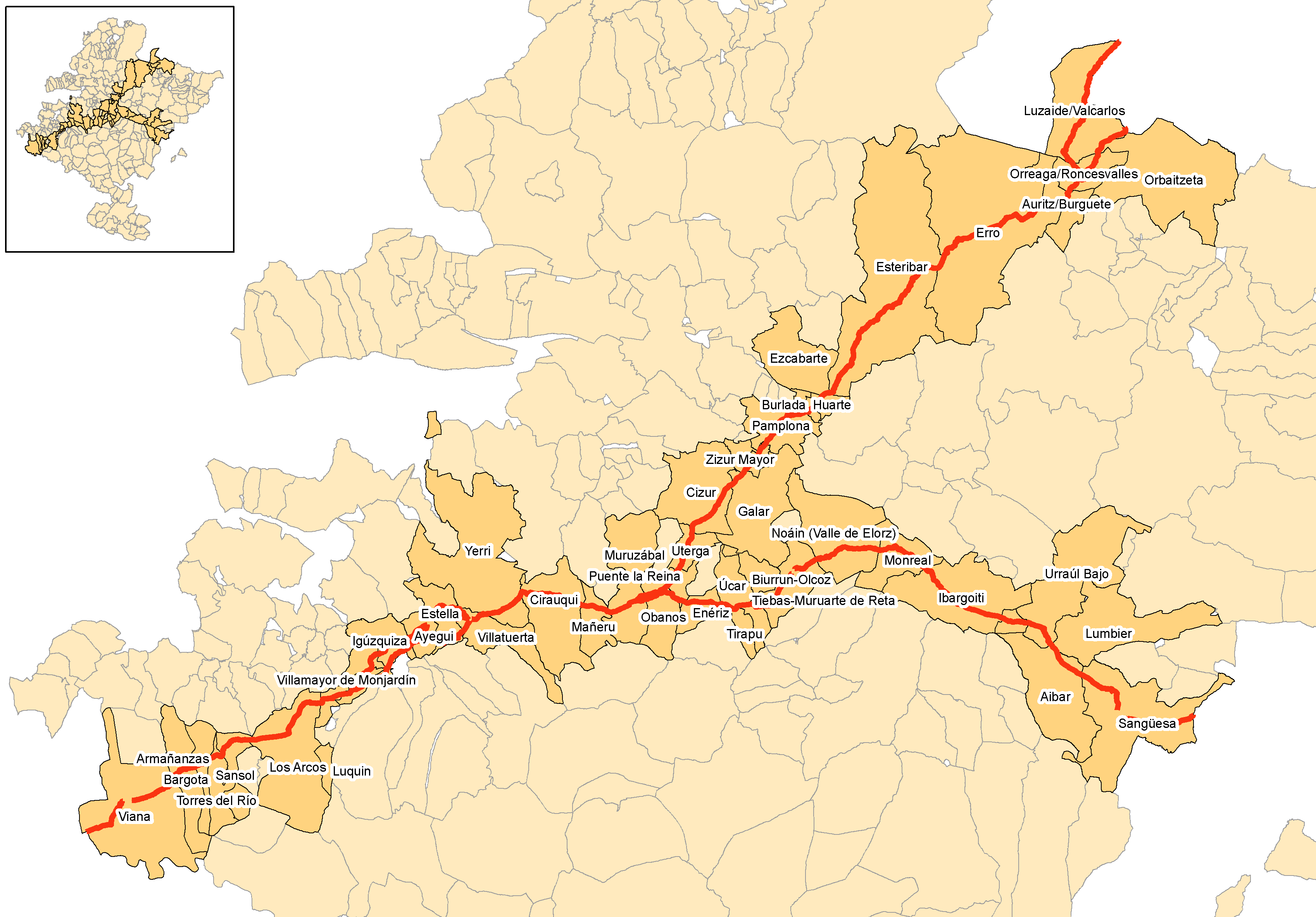
El Camino de Santiago a su paso por la actual Comunidad Foral de Navarra.

Entre los más antiguos ejemplos de la arquitectura románica se encuentran el Monasterio de Leyre y el santuario de San Miguel de Aralar.

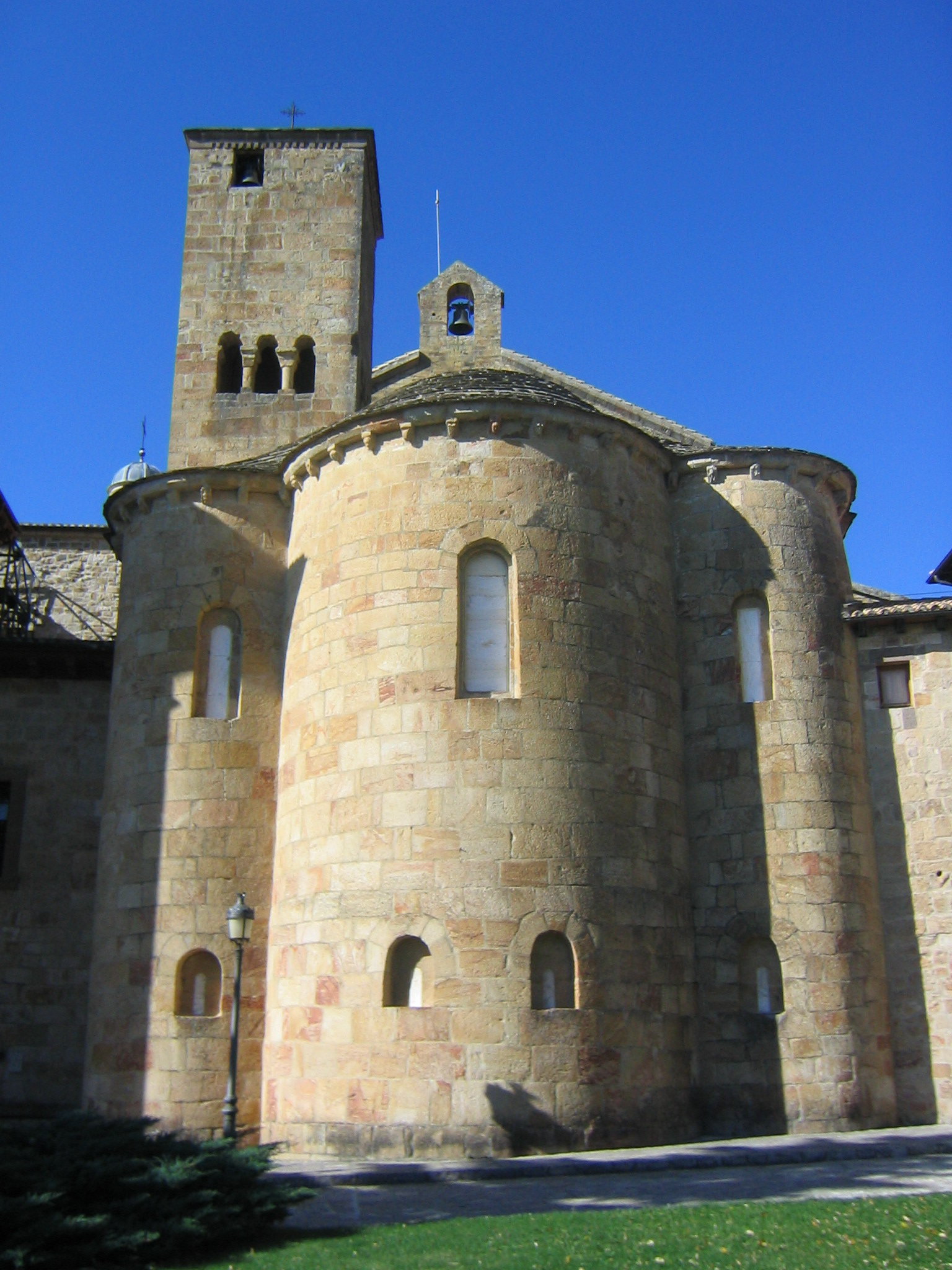
Torre y ábsides de la iglesia del monasterio de Leyre.
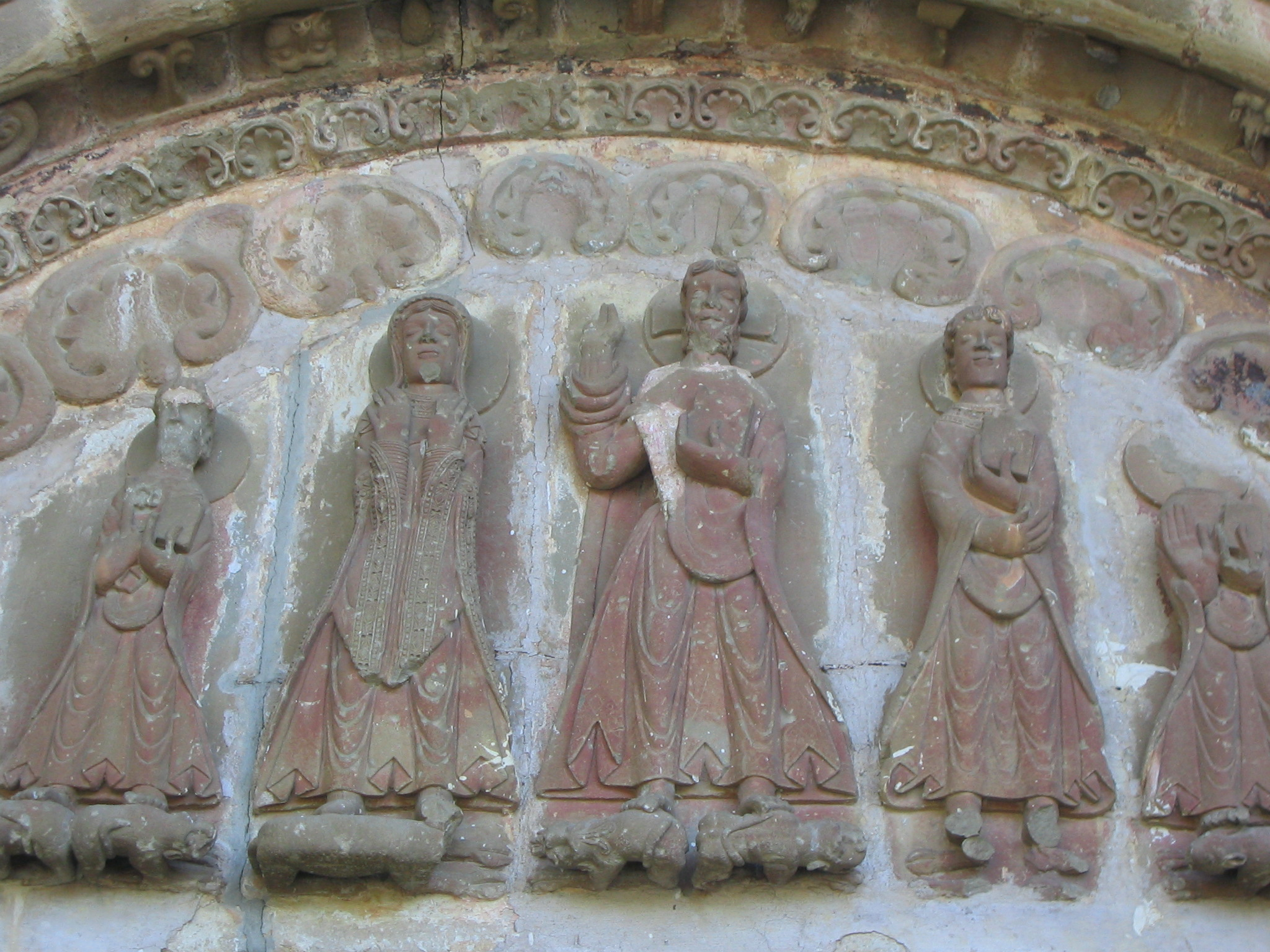
Detalle del tímpano de la Porta Speciosa de la iglesia del monasterio de Leyre.
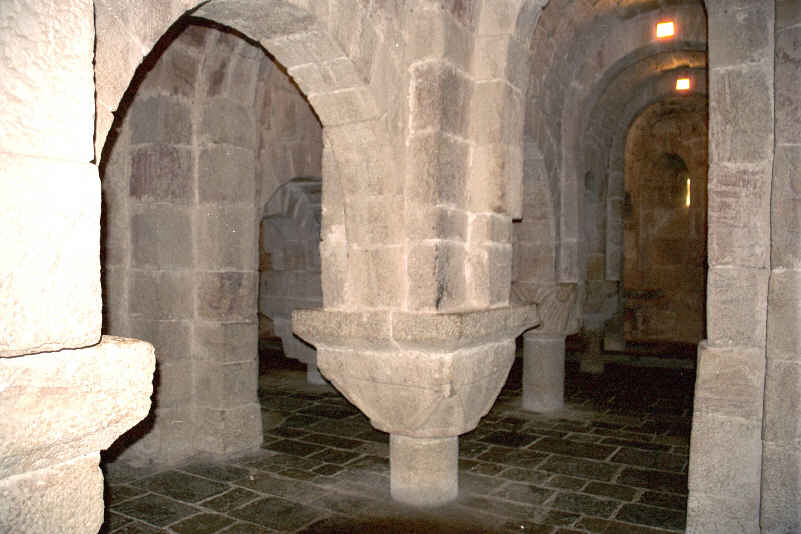
Cripta de la iglesia del monasterio de Leyre.
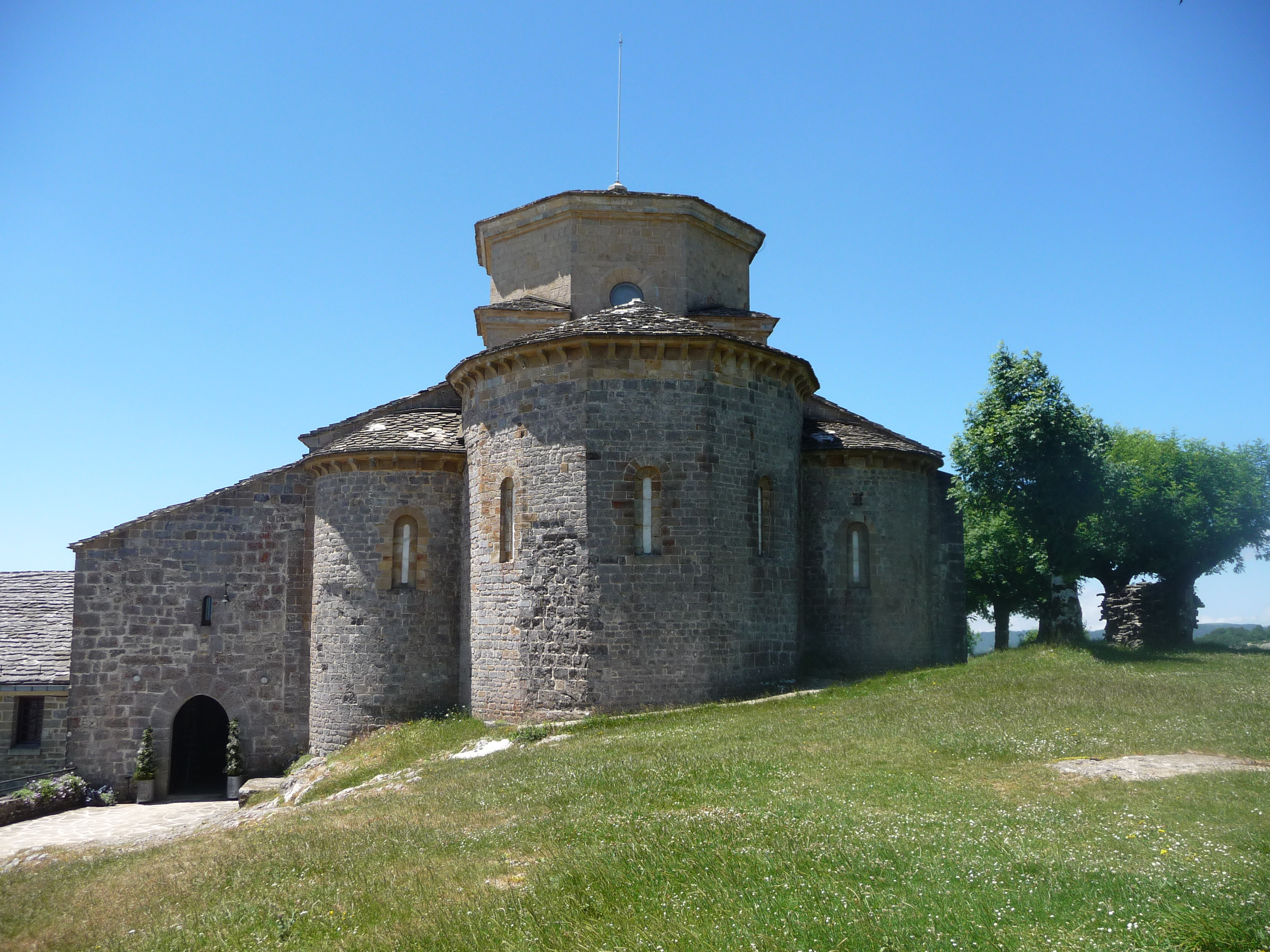
San Miguel de Aralar.
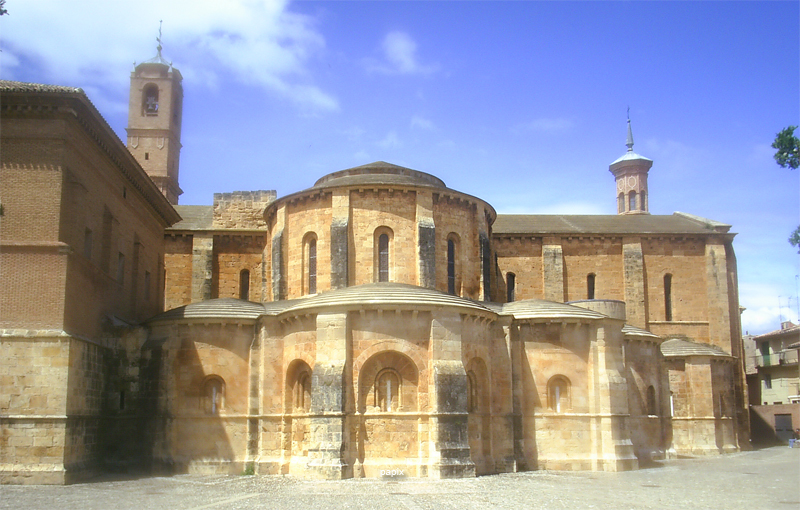
Ábsides de la iglesia del monasterio de Fitero.
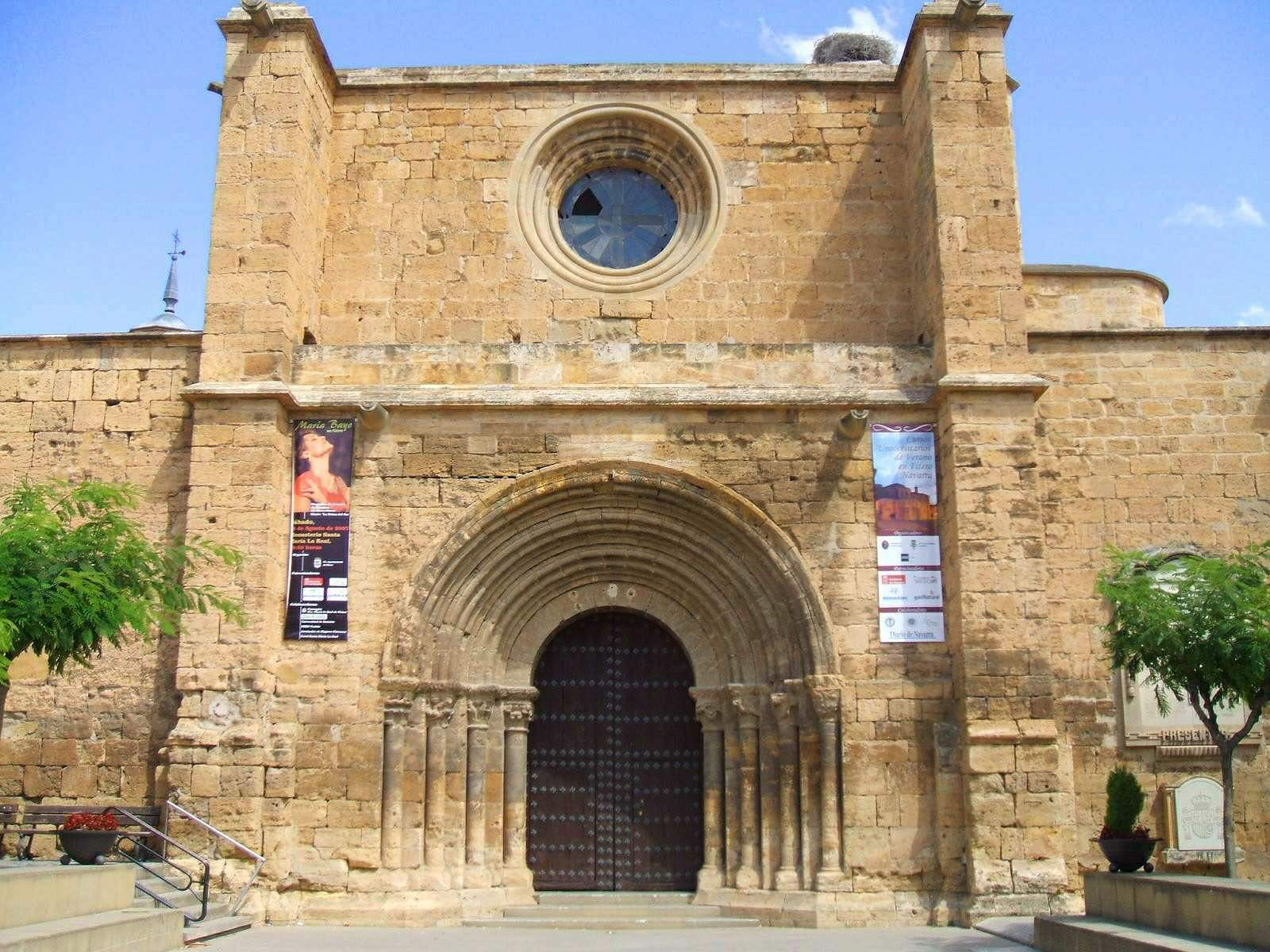
Portada de la iglesia del monasterio de Fitero.
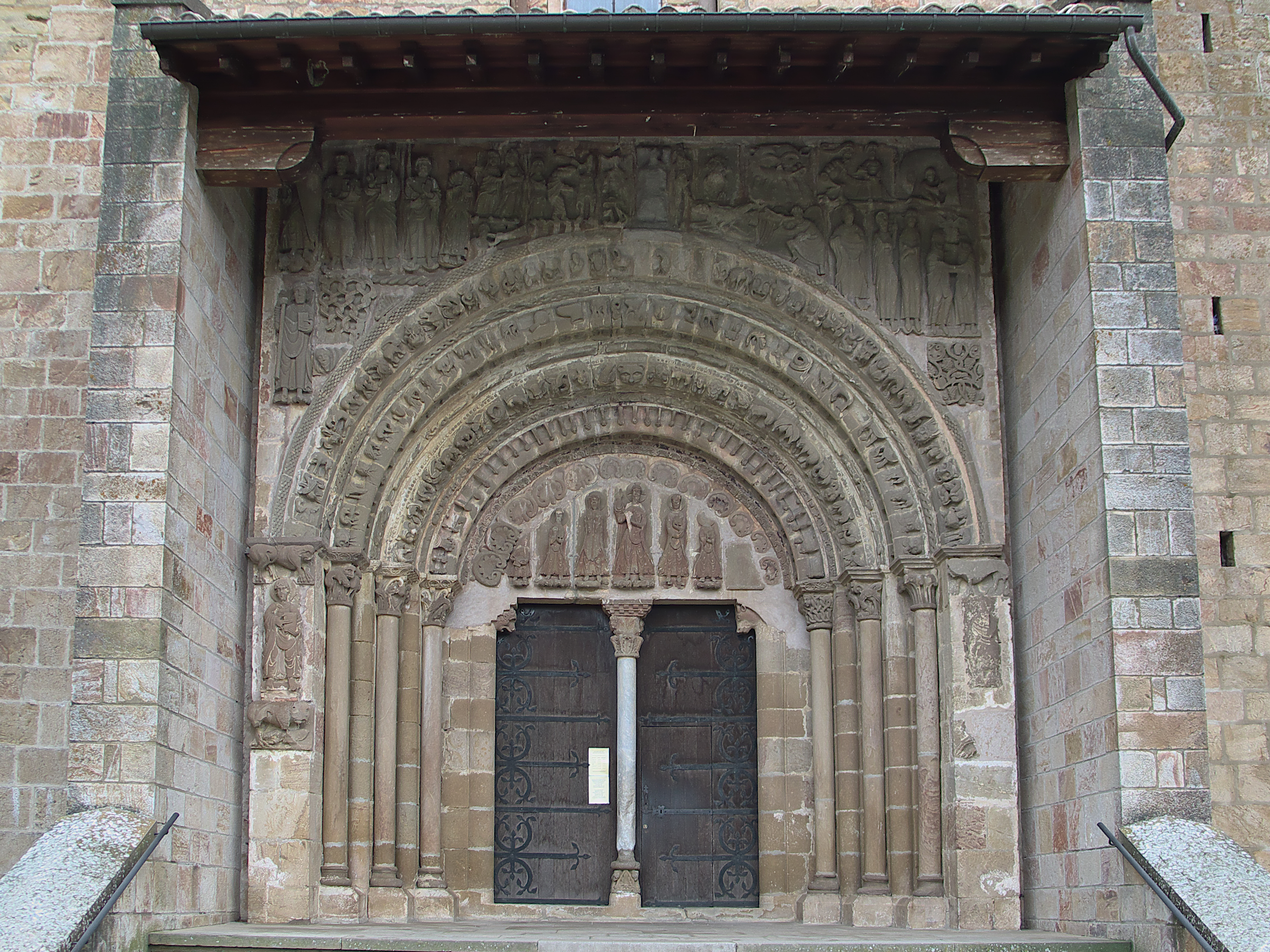
Porta Speciosa. Monasterio de Leyre.
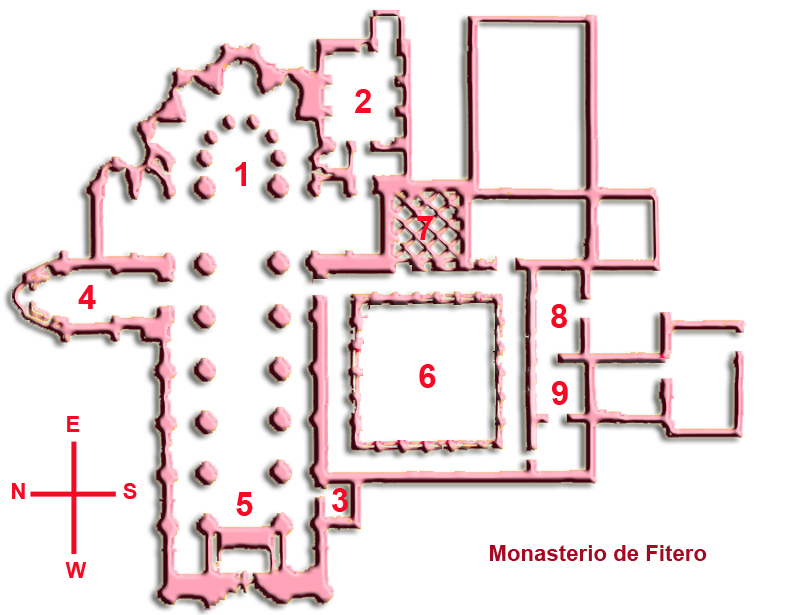
Planta del monasterio de Fitero.
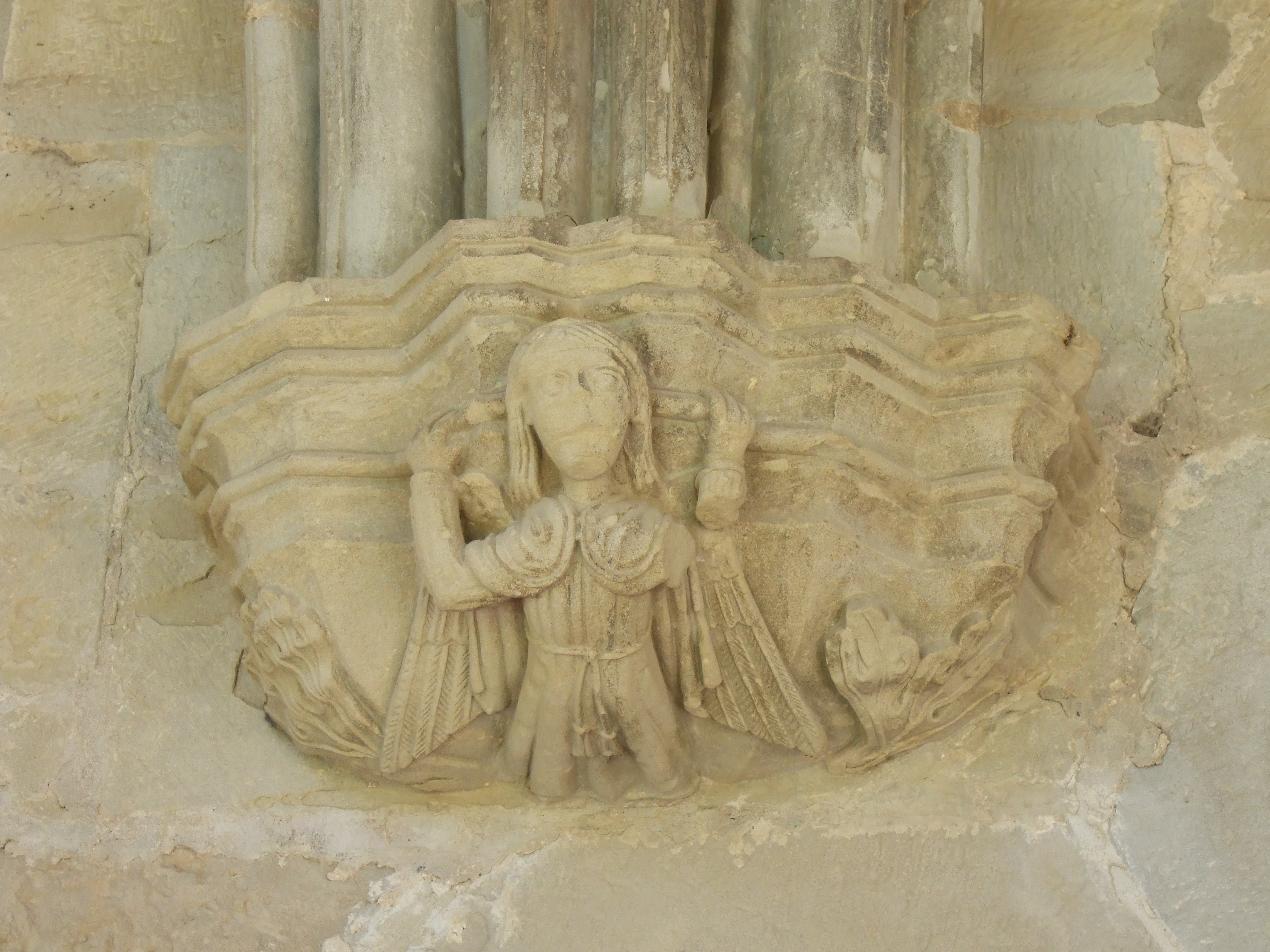
Detalle del claustro del monasterio de la Oliva.
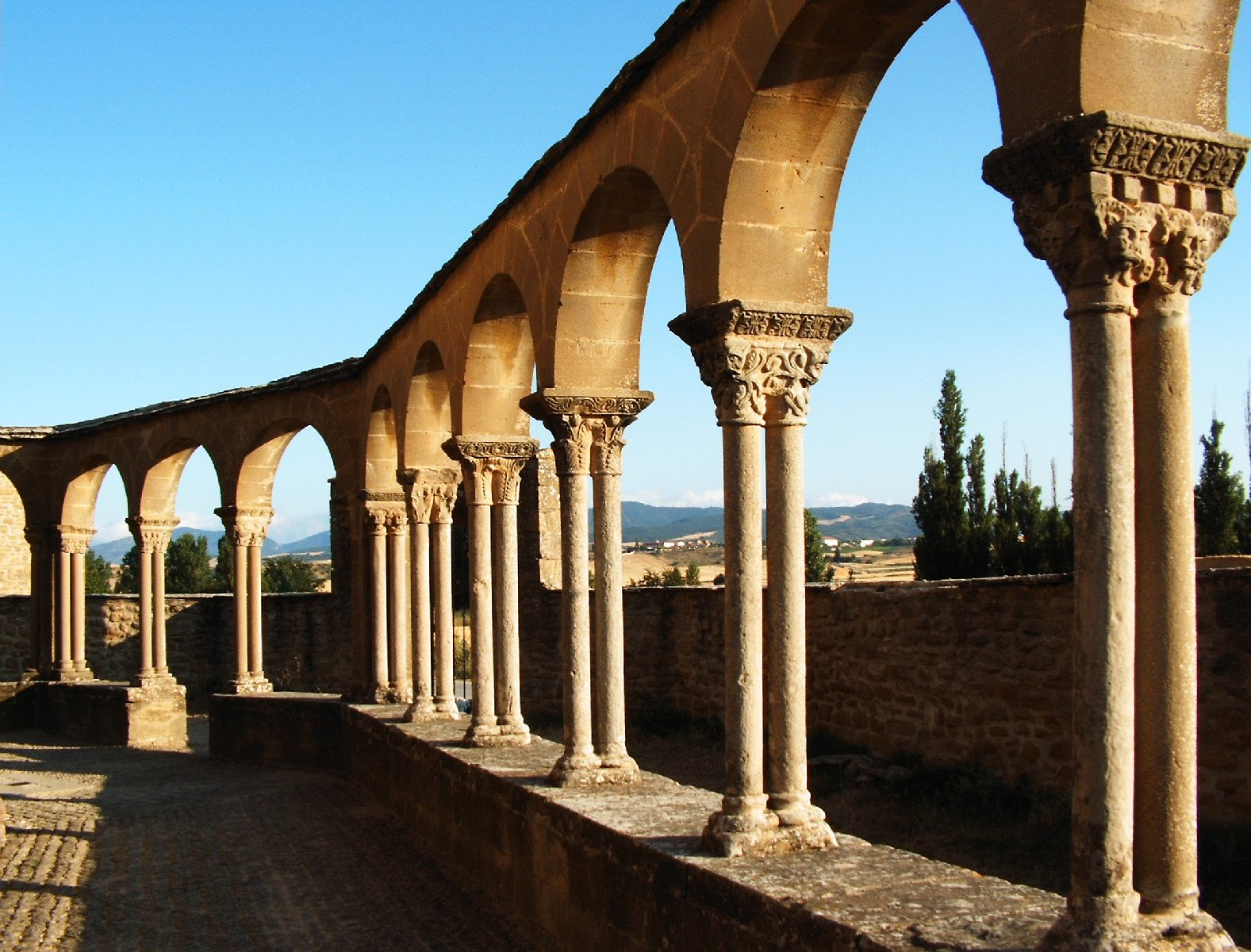
Arquería de la iglesia de Santa María de Eunate.

Más recientes son la peculiar iglesia de Santa María de Eunate (de planta centralizada), el monasterio de Fitero y el monasterio de la Oliva (cistercienses) y parte de los conjuntos monumentales de Sangüesa, Estella, Puente la Reina y Tudela (reconquistada en 1119). Otras localidades con ejemplos notables son Torres del Río (iglesia del Santo Sepulcro, de planta centralizada), Cirauqui, Garínoain, Gazólaz, Olóriz (iglesia de San Pedro de Echano) o Navascués (ermita de Santa María del Campo).
En total se han declarado cuarenta y un monumentos románicos como "bienes de interés cultural".
En el Museo de Navarra (Pamplona) se conserva una importante colección de arte románico, incluyendo restos de la primitiva catedral románica de Pamplona.

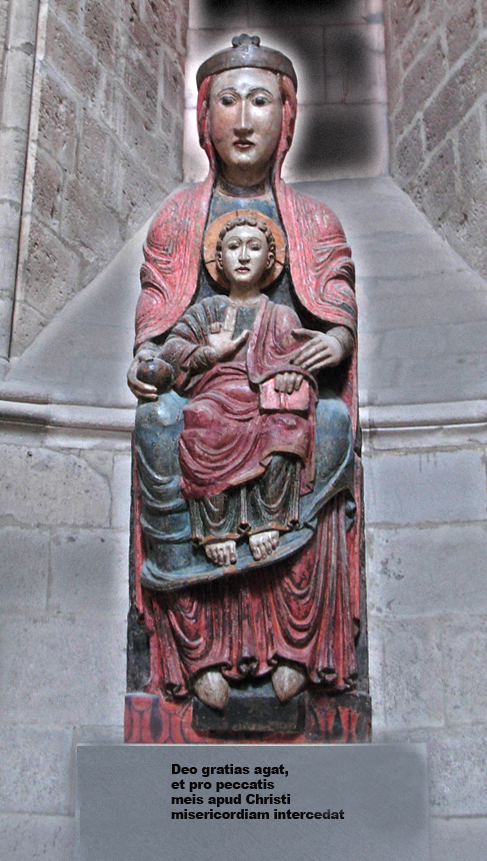
La Virgen Blanca de la Catedral de Santa María de Tudela.
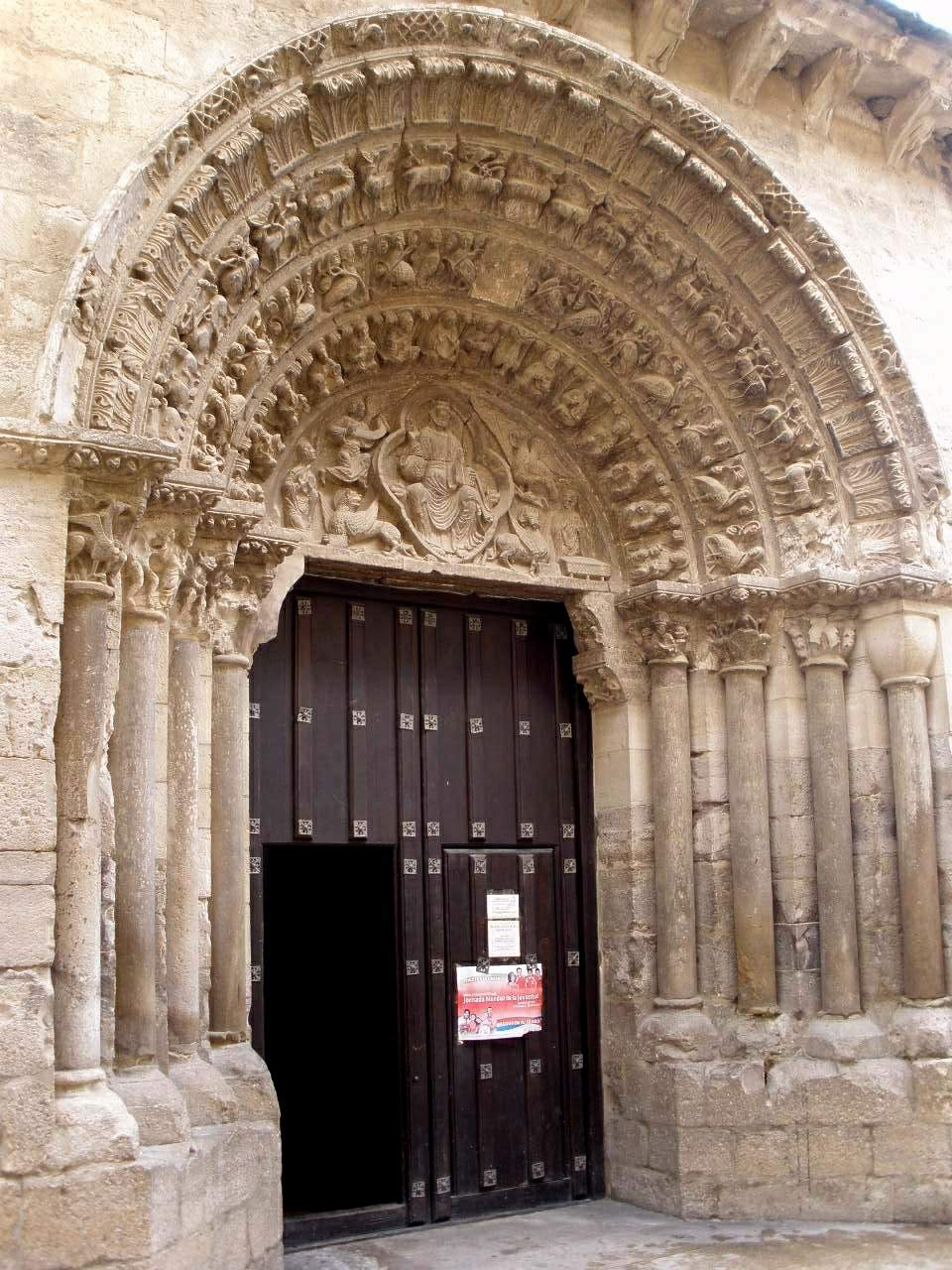
Iglesia de Santa María Magdalena (Tudela).
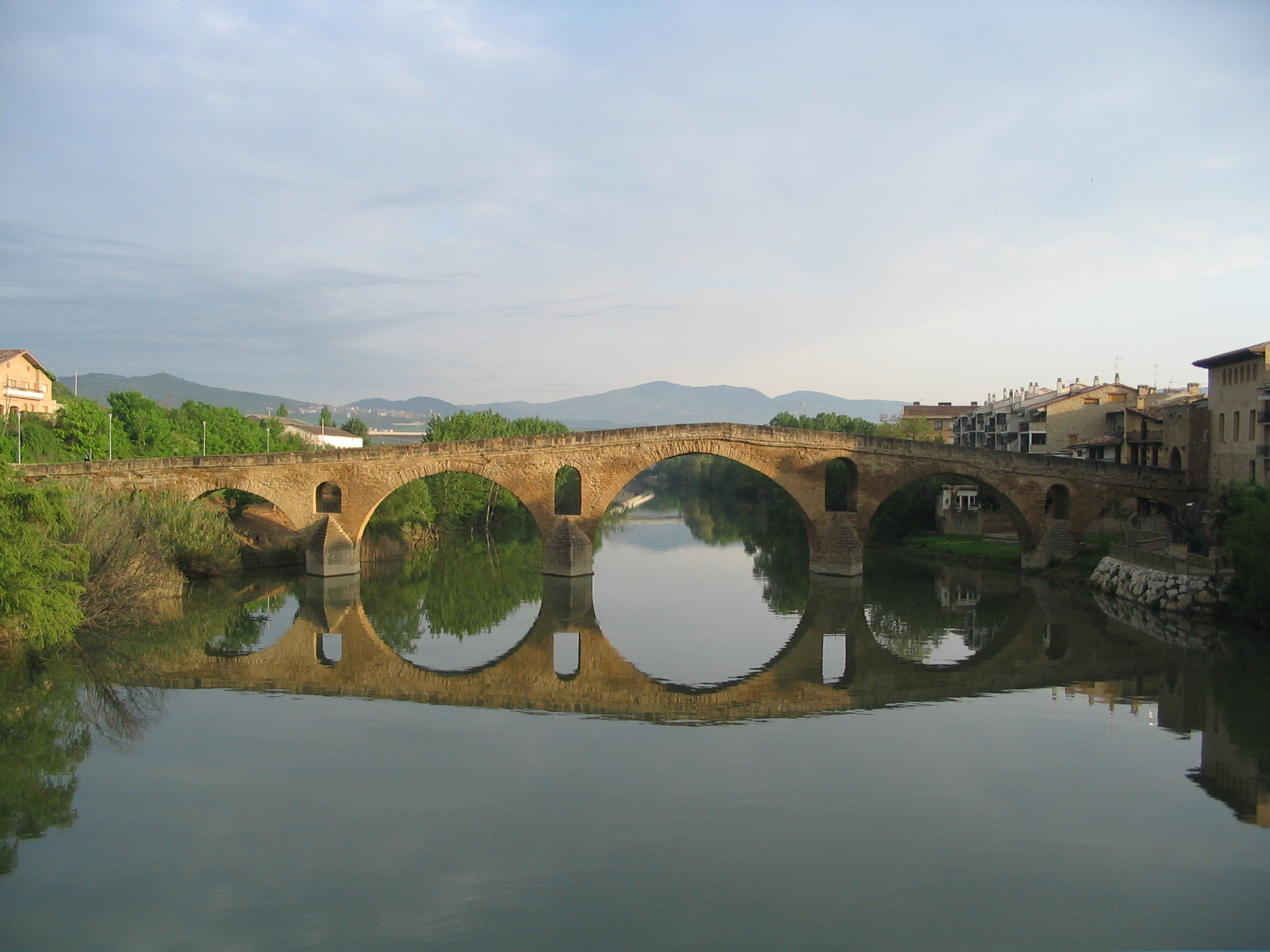
Puente románico de Puente la Reina.
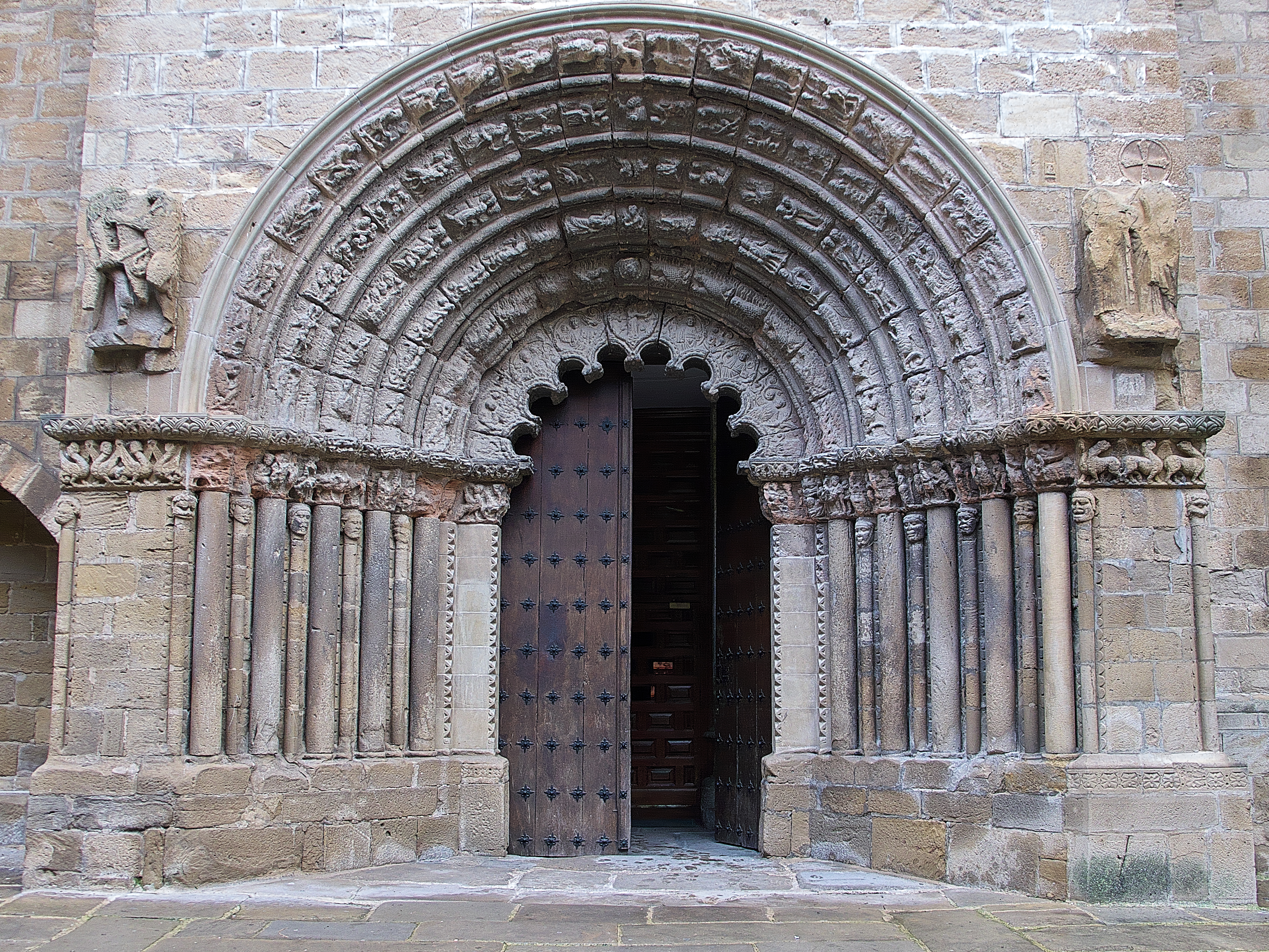
Iglesia de Santiago, Puente la Reina.
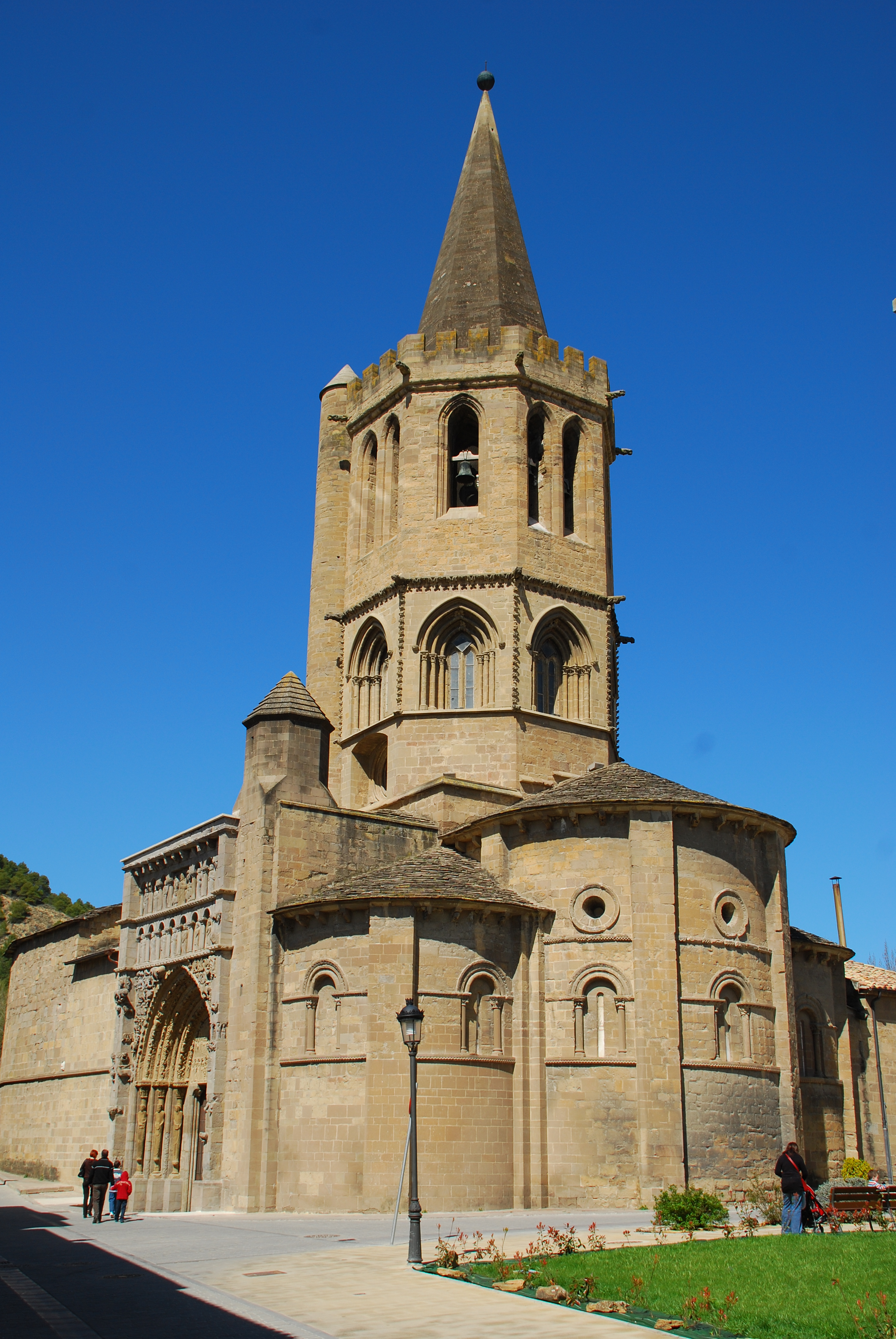
Santa María la Real (Sangüesa).
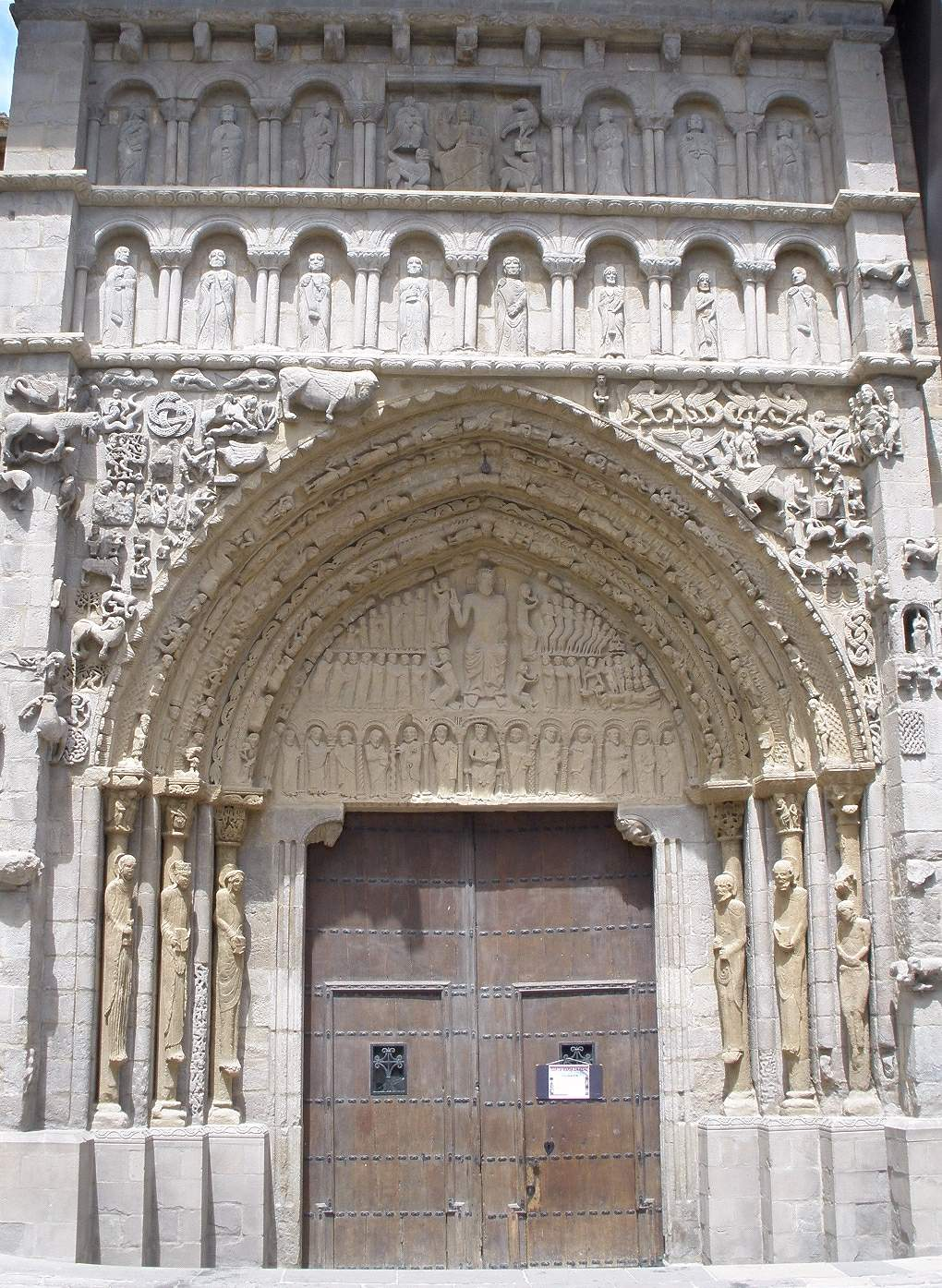
Portada de Santa María la Real (Sangüesa).
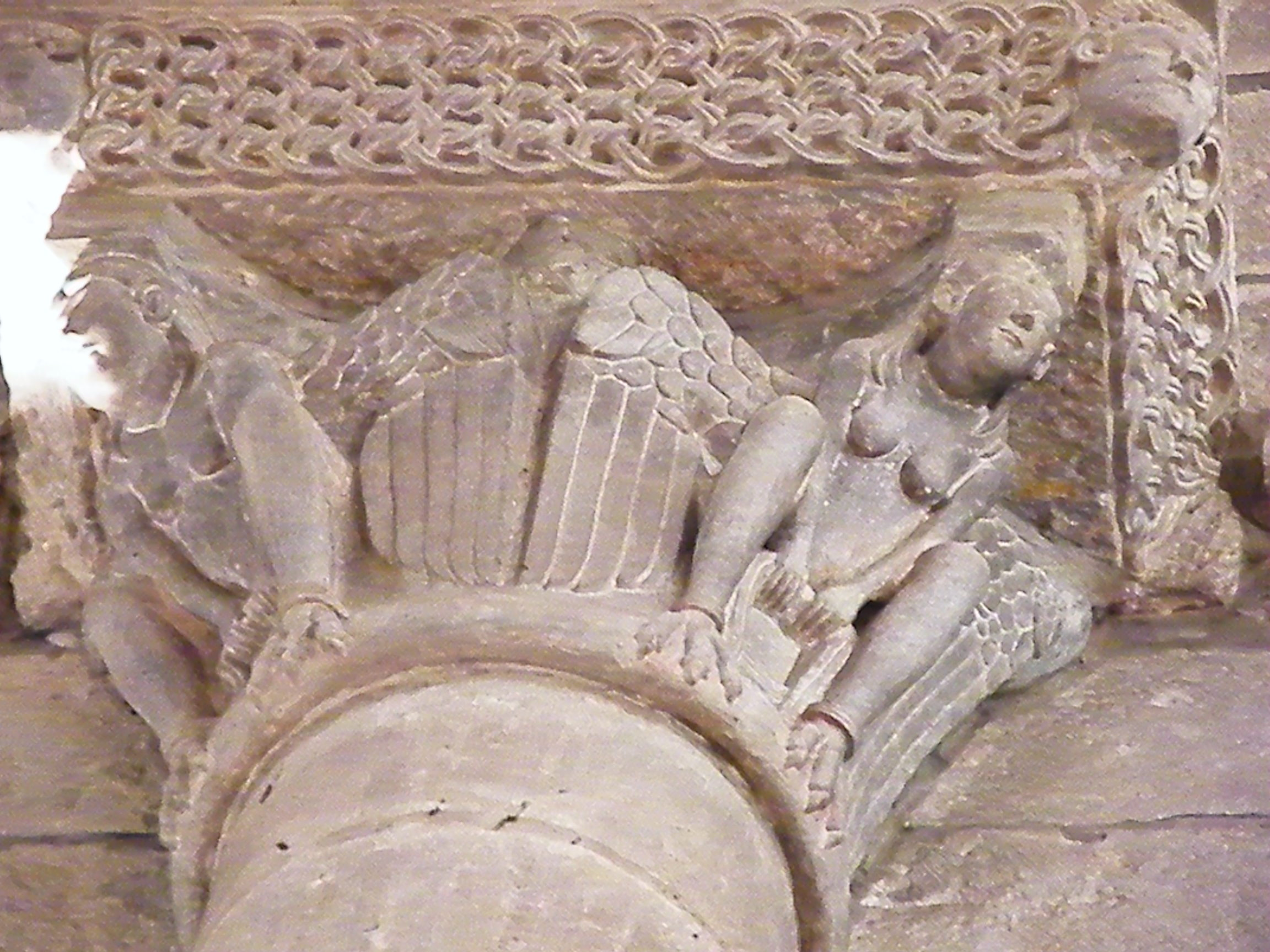
Capitel de Santa María la Real (Sangüesa).
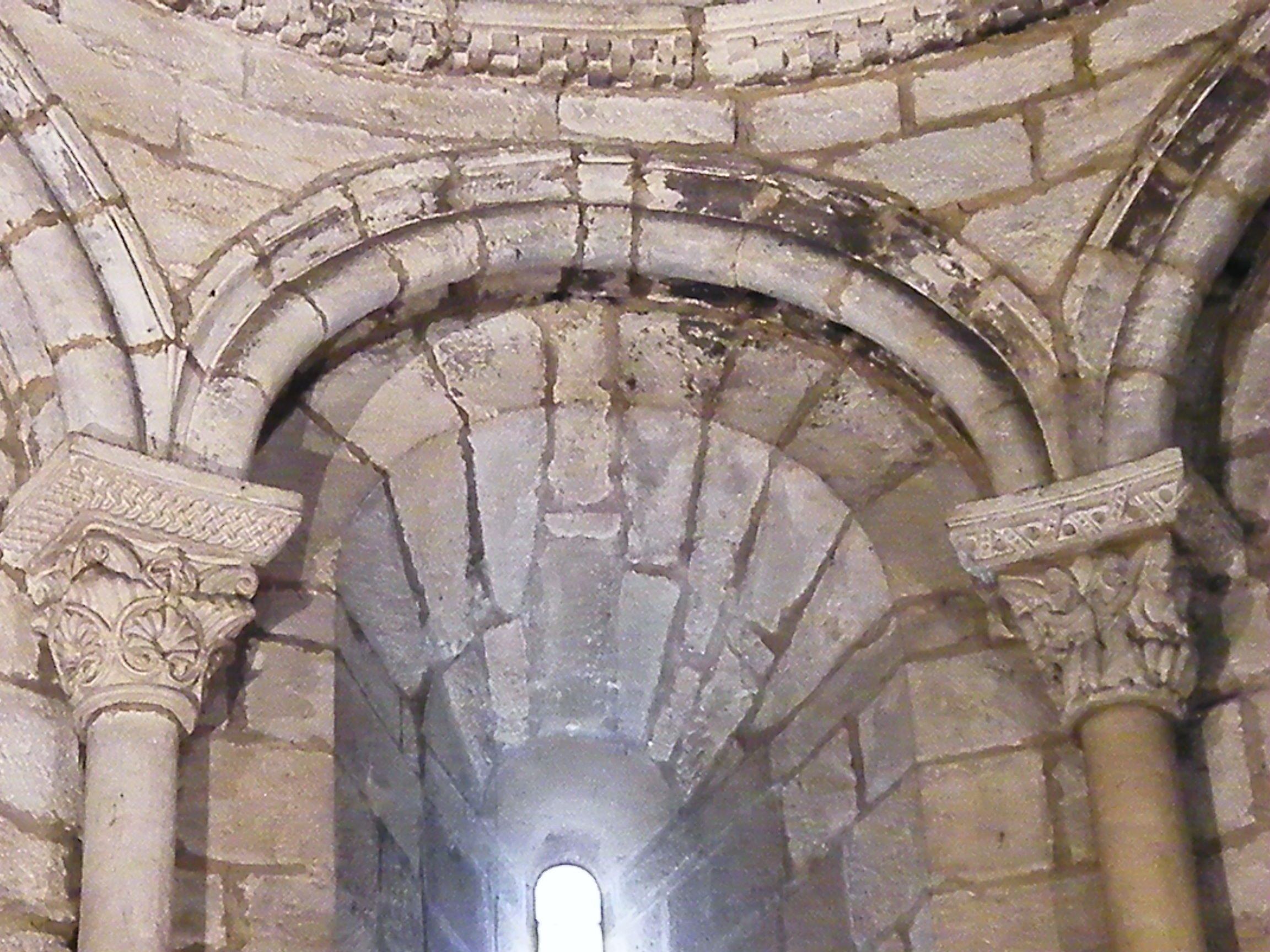
Interior de Santa María la Real (Sangüesa).
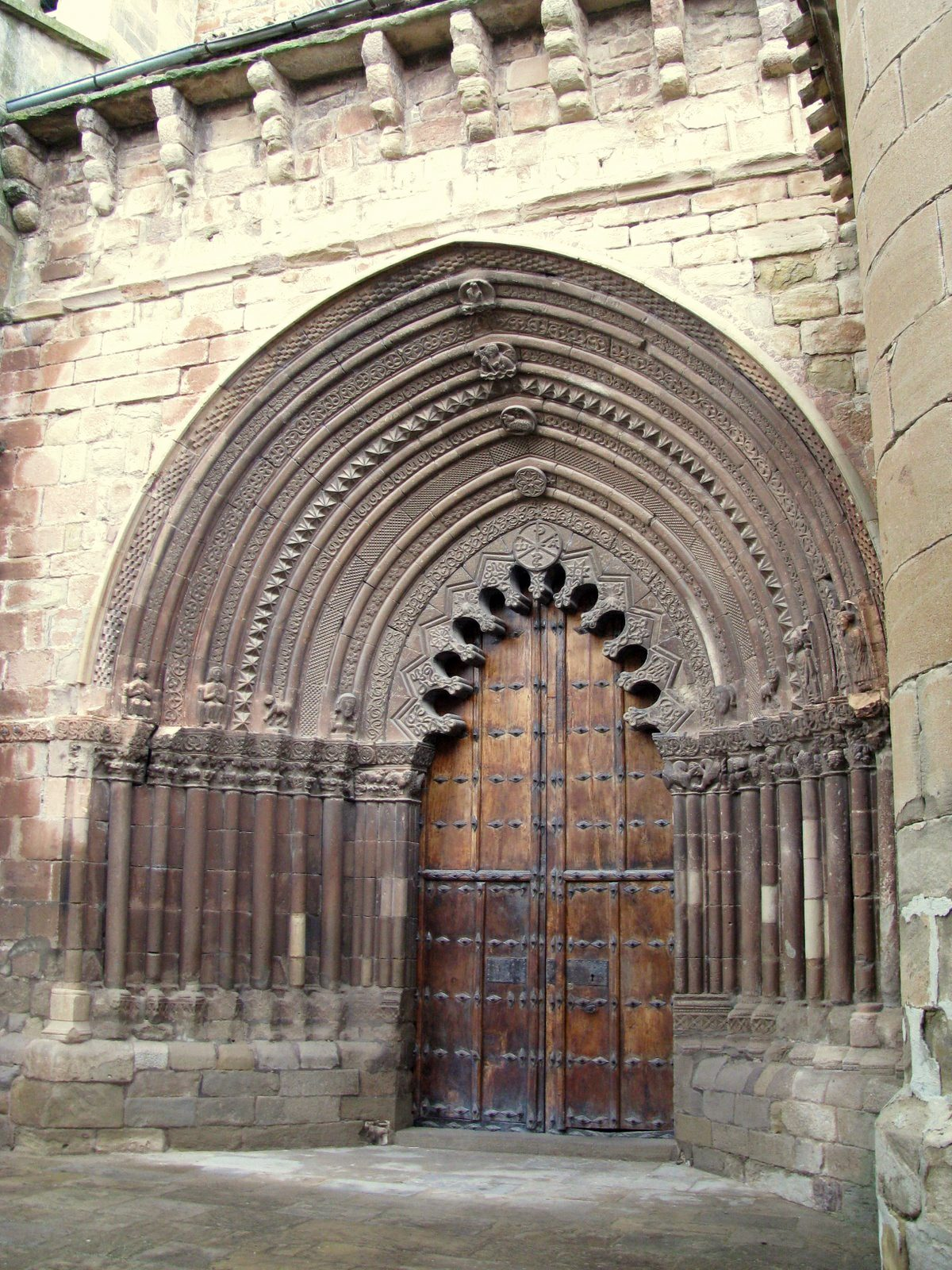
Portada de la iglesia de San Román (Cirauqui).
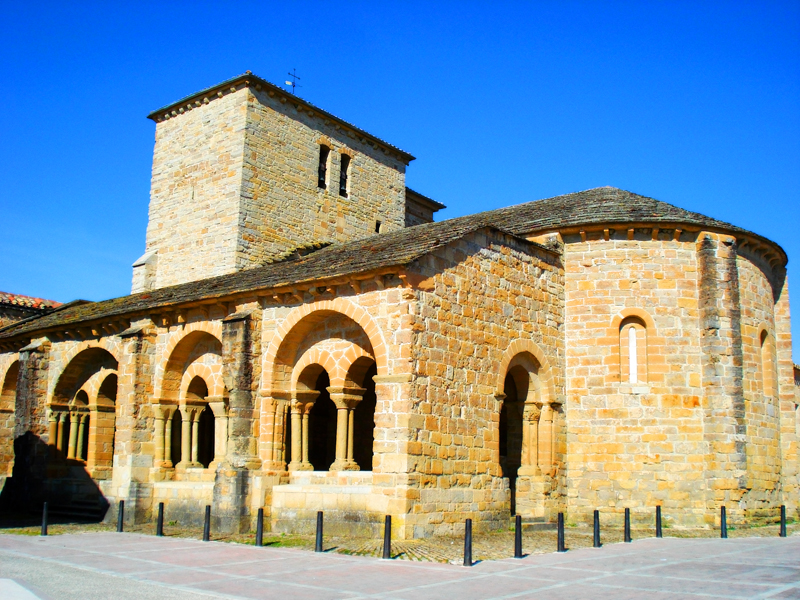
Iglesia de Nuestra Señora de la Purificación (Gazólaz).

## Actual Navarra francesa
Destacan la iglesia de L'Hôpital-Saint-Blaise y la iglesia de Sainte-Engrâce.

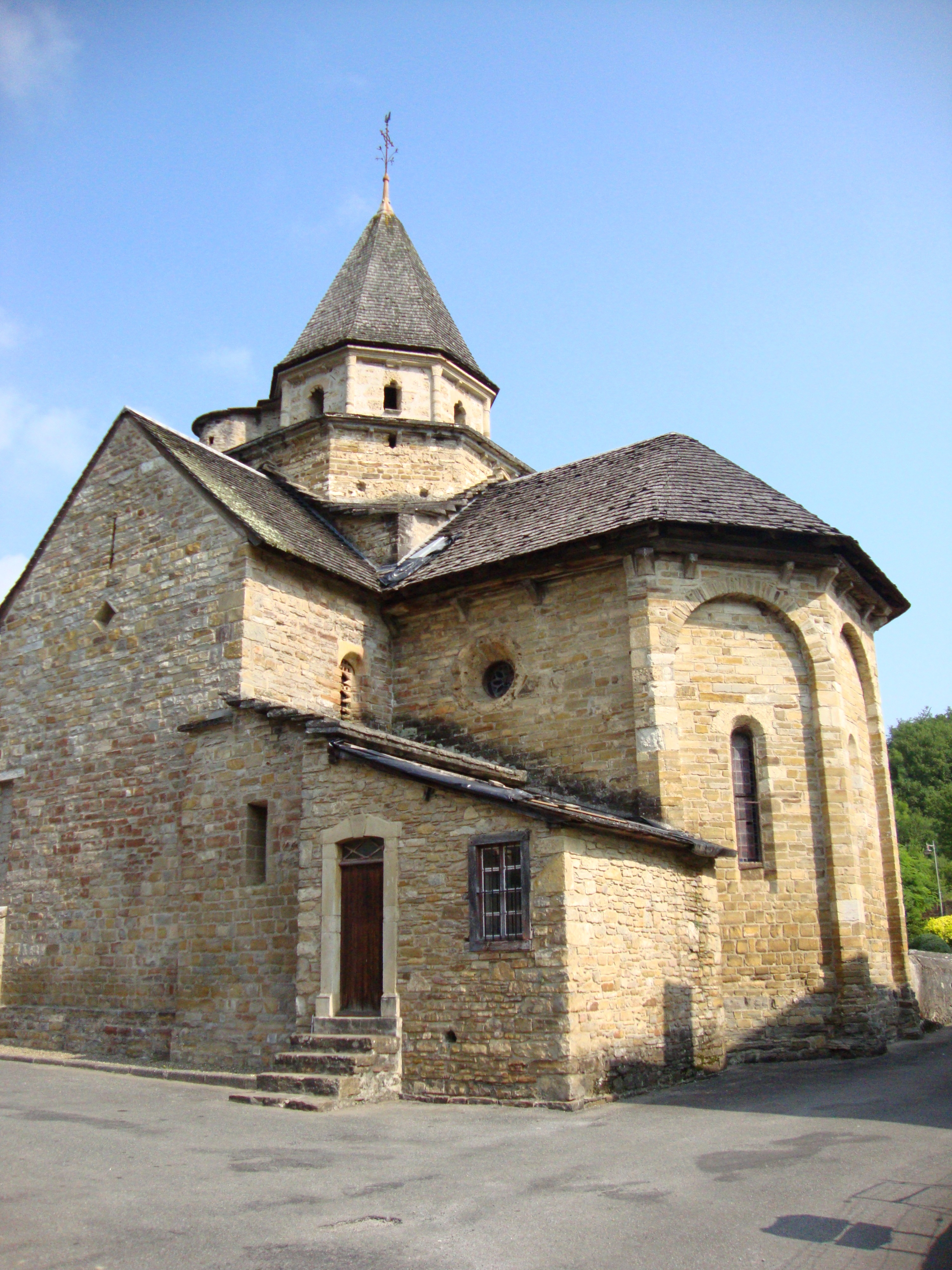
L'Hôpital-Saint-Blaise.
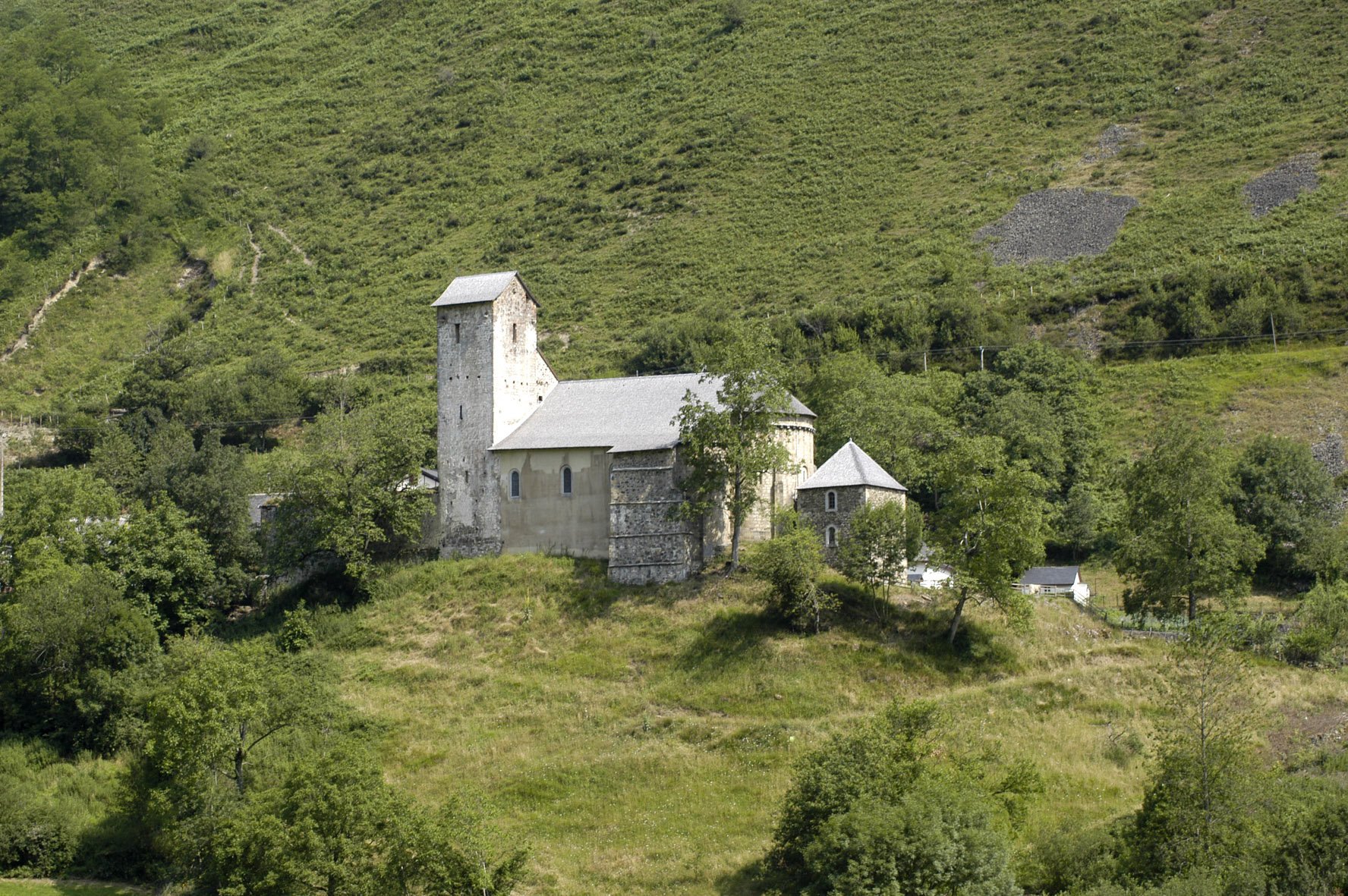
Sainte-Engrâce.

## Actual Rioja
Los inicios del románico riojano, hasta finales del siglo XI, se desarrollaron bajo el reino de Navarra, y a esa época pertenece el trazado inicial del monasterio de Santa María la Real de Nájera (donde se encuentra el panteón de los reyes navarros) y el monasterio de San Millán de Suso (de donde provienen las glosas emilianenses y el resto de la  destacadísima producción literaria y pictórica del escritorio de San Millán), con gran influencia del arte mozárabe. Un ejemplo muy bien conservado, la ermita de Santa María de La Piscina, es de época posterior.

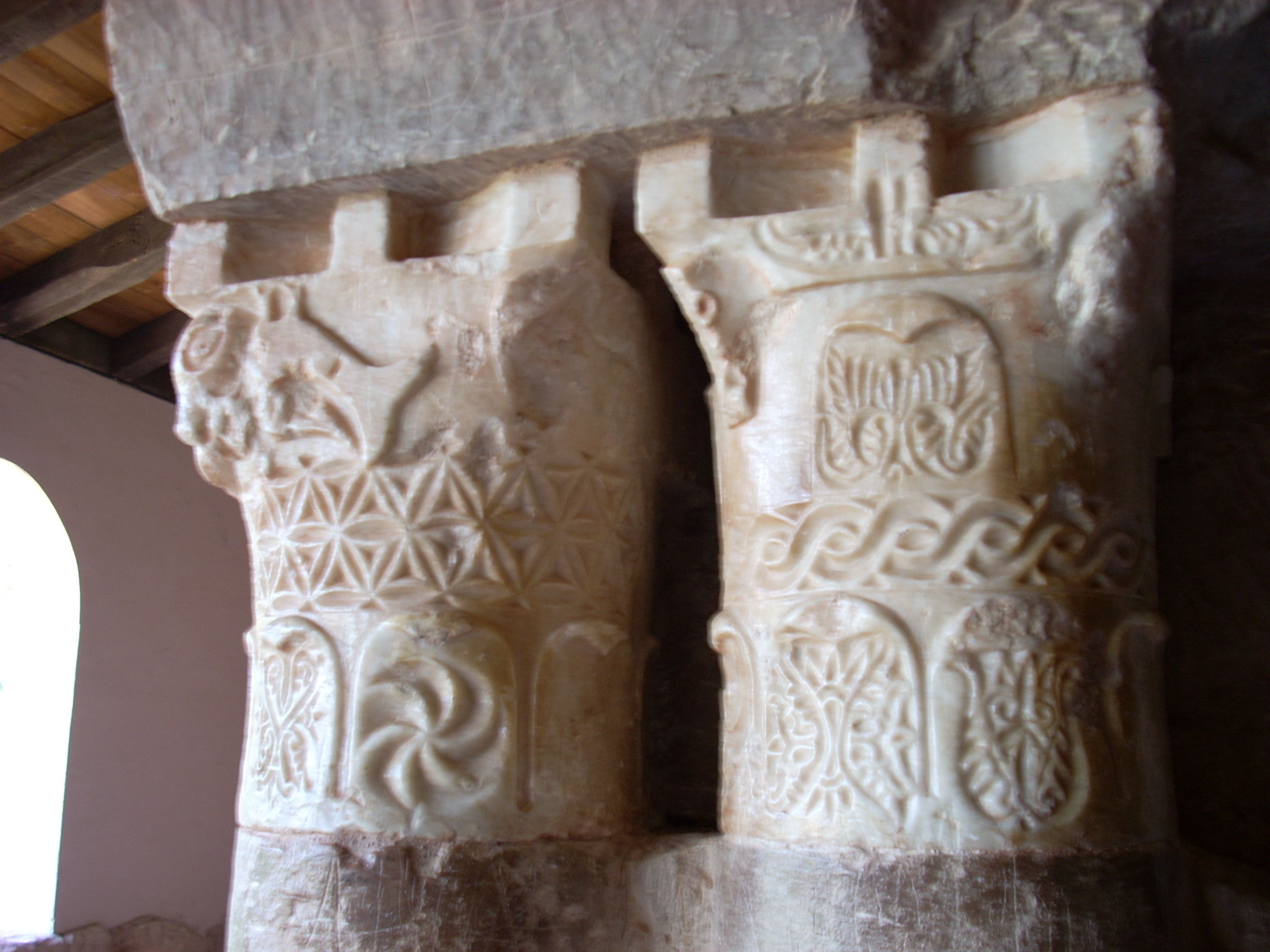
San Millán de Suso.
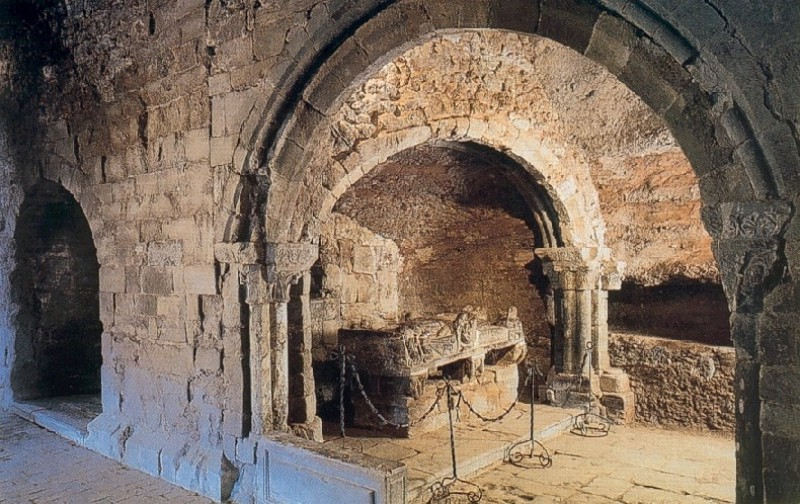
San Millán de Suso.
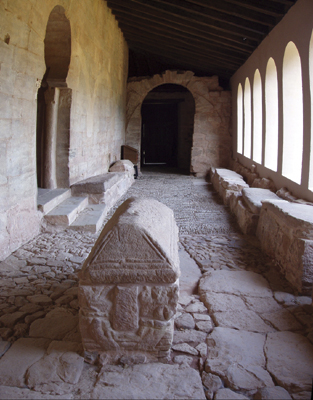
San Millán de Suso.
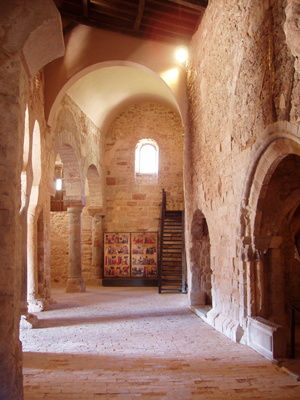
San Millán de Suso.

## Actual País Vasco: Álava
En la provincia de Álava destaca el santuario de Nuestra Señora de Estíbaliz. La basílica de San Prudencio de Armentia (Vitoria) ya es de época castellana (finales del siglo XI). El románico vasco en las demás provincias es bastante escaso y modesto: en Vizcaya, la ermita de San Pedro (Abrisketa), la ermita de San Pelayo (Baquio) y la ermita de San Miguel (Zumetxaga); en Guipúzcoa, básicamente quedan algunos detalles conservados en edificios muy reformados o casi totalmente reconstruidos en la Edad Moderna.

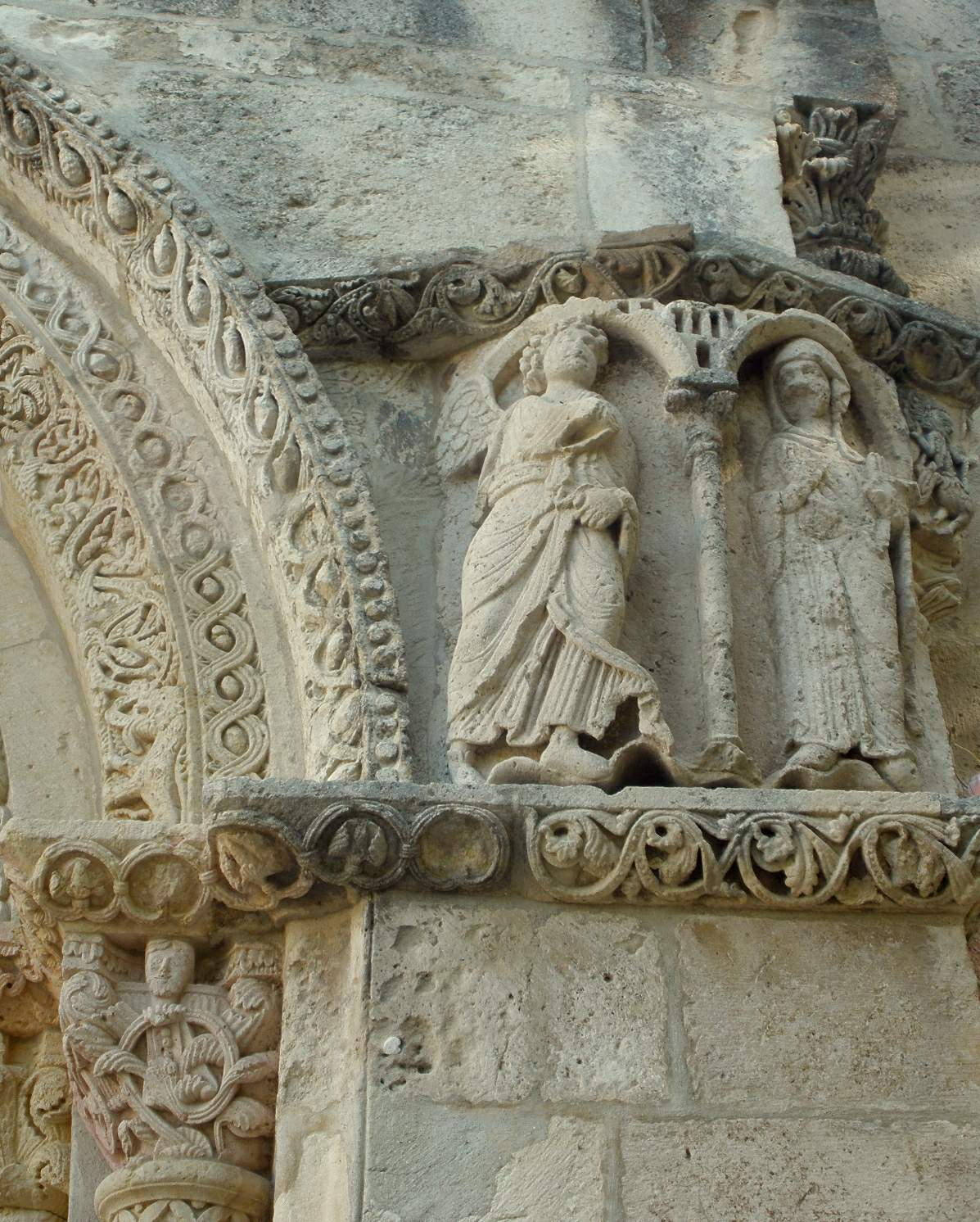
Estíbaliz
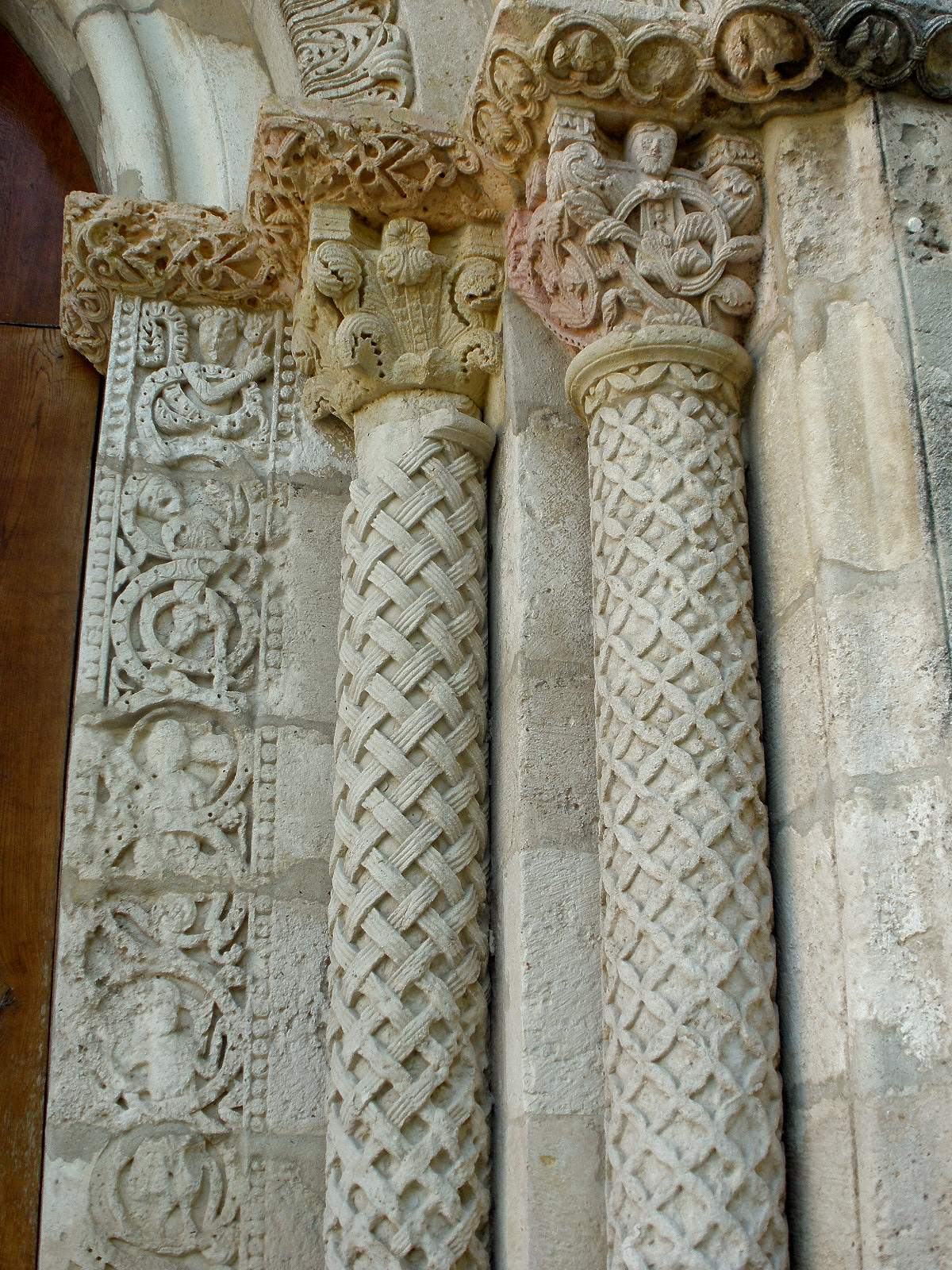
Estíbaliz
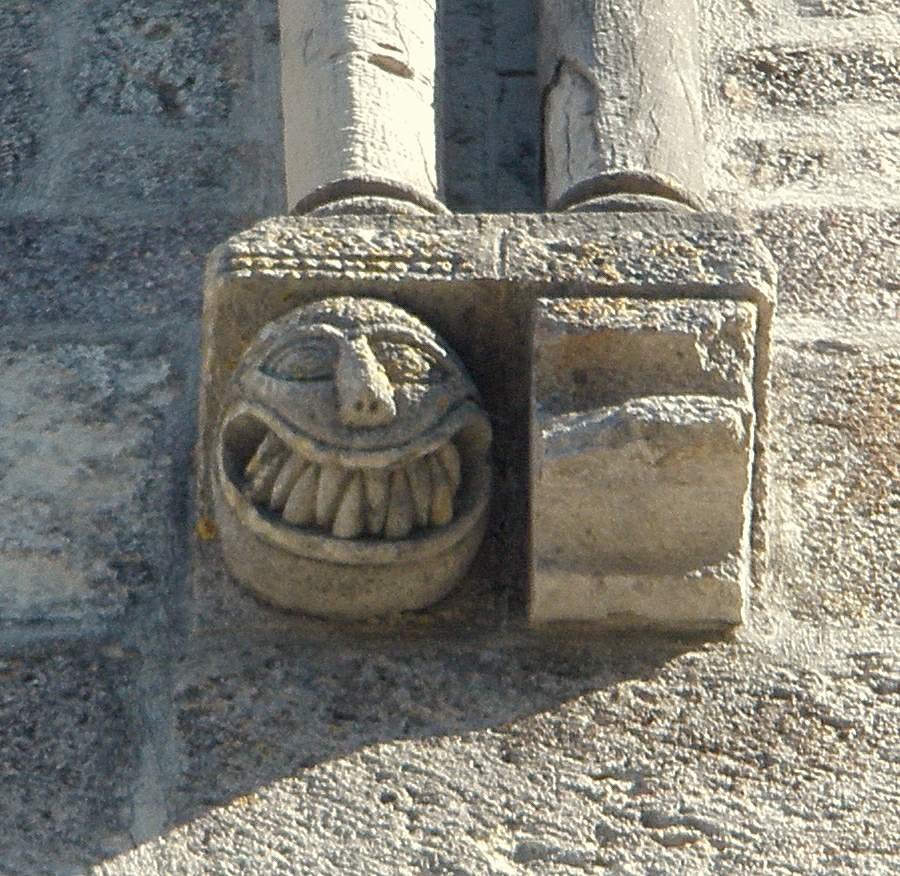
Estíbaliz